# Llista d'asteroides (384001-385000)
Llista d'asteroides del 384.001 al 385.000, amb data de descoberta i descobridor. És un fragment de la llista d'asteroides completa. Als asteroides se'ls dona un número quan es confirma la seva òrbita, per tant apareixen llistats aproximadament segons la data de descobriment.

## 384001-384100
| Nom    | Designació provisional | Data de descobriment   | Lloc de descobriment | Descobridor/s        |
| ------ | ---------------------- | ---------------------- | -------------------- | -------------------- |
| 384001 | 2008 UP24              | 20 d'octubre de 2008   | Kitt Peak            | Spacewatch           |
| 384002 | 2008 UB34              | 20 d'octubre de 2008   | Kitt Peak            | Spacewatch           |
| 384003 | 2008 UA37              | 20 d'octubre de 2008   | Kitt Peak            | Spacewatch           |
| 384004 | 2008 UW37              | 19 de setembre de 2003 | Kitt Peak            | Spacewatch           |
| 384005 | 2008 UT45              | 20 d'octubre de 2008   | Mount Lemmon         | Mt. Lemmon Survey    |
| 384006 | 2008 UA51              | 20 d'octubre de 2008   | Mount Lemmon         | Mt. Lemmon Survey    |
| 384007 | 2008 UX52              | 20 d'octubre de 2008   | Mount Lemmon         | Mt. Lemmon Survey    |
| 384008 | 2008 UZ55              | 23 de setembre de 2008 | Kitt Peak            | Spacewatch           |
| 384009 | 2008 UV64              | 21 d'octubre de 2008   | Kitt Peak            | Spacewatch           |
| 384010 | 2008 UZ64              | 1 d'octubre de 2003    | Kitt Peak            | Spacewatch           |
| 384011 | 2008 UG65              | 21 d'octubre de 2008   | Kitt Peak            | Spacewatch           |
| 384012 | 2008 UA67              | 21 d'octubre de 2008   | Kitt Peak            | Spacewatch           |
| 384013 | 2008 UG67              | 21 d'octubre de 2008   | Kitt Peak            | Spacewatch           |
| 384014 | 2008 UL67              | 21 d'octubre de 2008   | Kitt Peak            | Spacewatch           |
| 384015 | 2008 UL73              | 21 d'octubre de 2008   | Kitt Peak            | Spacewatch           |
| 384016 | 2008 UO73              | 21 d'octubre de 2008   | Kitt Peak            | Spacewatch           |
| 384017 | 2008 UN84              | 23 d'octubre de 2008   | Kitt Peak            | Spacewatch           |
| 384018 | 2008 UH88              | 8 d'octubre de 2008    | Kitt Peak            | Spacewatch           |
| 384019 | 2008 UL92              | 29 de setembre de 2008 | Catalina             | CSS                  |
| 384020 | 2008 UO95              | 22 d'octubre de 2008   | Lulin                | LUSS                 |
| 384021 | 2008 UF97              | 25 d'octubre de 2008   | Socorro              | LINEAR               |
| 384022 | 2008 UN99              | 24 de setembre de 2008 | Mount Lemmon         | Mt. Lemmon Survey    |
| 384023 | 2008 UE100             | 27 d'octubre de 2008   | Bisei SG Center      | BATTeRS              |
| 384024 | 2008 UJ102             | 6 d'octubre de 2008    | Kitt Peak            | Spacewatch           |
| 384025 | 2008 UE110             | 22 d'octubre de 2008   | Kitt Peak            | Spacewatch           |
| 384026 | 2008 UT113             | 22 d'octubre de 2008   | Kitt Peak            | Spacewatch           |
| 384027 | 2008 UA116             | 22 d'octubre de 2008   | Kitt Peak            | Spacewatch           |
| 384028 | 2008 UE119             | 22 d'octubre de 2008   | Kitt Peak            | Spacewatch           |
| 384029 | 2008 UO122             | 22 d'octubre de 2008   | Kitt Peak            | Spacewatch           |
| 384030 | 2008 UK128             | 22 d'octubre de 2008   | Kitt Peak            | Spacewatch           |
| 384031 | 2008 UC142             | 2 d'octubre de 2008    | Mount Lemmon         | Mt. Lemmon Survey    |
| 384032 | 2008 UF148             | 23 d'octubre de 2008   | Kitt Peak            | Spacewatch           |
| 384033 | 2008 UY154             | 23 d'octubre de 2008   | Mount Lemmon         | Mt. Lemmon Survey    |
| 384034 | 2008 UM155             | 8 d'abril de 2002      | Kitt Peak            | Spacewatch           |
| 384035 | 2008 UW156             | 23 d'octubre de 2008   | Mount Lemmon         | Mt. Lemmon Survey    |
| 384036 | 2008 UL166             | 24 d'octubre de 2008   | Kitt Peak            | Spacewatch           |
| 384037 | 2008 UV170             | 24 d'octubre de 2008   | Kitt Peak            | Spacewatch           |
| 384038 | 2008 UP172             | 24 d'octubre de 2008   | Kitt Peak            | Spacewatch           |
| 384039 | 2008 UE178             | 22 de setembre de 2008 | Kitt Peak            | Spacewatch           |
| 384040 | 2008 UF182             | 24 d'octubre de 2008   | Mount Lemmon         | Mt. Lemmon Survey    |
| 384041 | 2008 UO189             | 25 d'octubre de 2008   | Mount Lemmon         | Mt. Lemmon Survey    |
| 384042 | 2008 UU193             | 25 d'octubre de 2008   | Mount Lemmon         | Mt. Lemmon Survey    |
| 384043 | 2008 UT194             | 22 de setembre de 2008 | Mount Lemmon         | Mt. Lemmon Survey    |
| 384044 | 2008 UD203             | 28 d'octubre de 2008   | Socorro              | LINEAR               |
| 384045 | 2008 UY204             | 26 d'octubre de 2008   | Tzec Maun            | R. Apitzsch          |
| 384046 | 2008 UH205             | 6 de setembre de 2008  | Siding Spring        | Siding Spring Survey |
| 384047 | 2008 UR207             | 23 d'octubre de 2008   | Kitt Peak            | Spacewatch           |
| 384048 | 2008 UR215             | 24 d'octubre de 2008   | Catalina             | CSS                  |
| 384049 | 2008 UW217             | 25 d'octubre de 2008   | Kitt Peak            | Spacewatch           |
| 384050 | 2008 UE234             | 26 d'octubre de 2008   | Mount Lemmon         | Mt. Lemmon Survey    |
| 384051 | 2008 UX241             | 1 d'octubre de 2008    | Catalina             | CSS                  |
| 384052 | 2008 UD248             | 26 d'octubre de 2008   | Kitt Peak            | Spacewatch           |
| 384053 | 2008 UK256             | 27 d'octubre de 2008   | Kitt Peak            | Spacewatch           |
| 384054 | 2008 UJ265             | 28 d'octubre de 2008   | Kitt Peak            | Spacewatch           |
| 384055 | 2008 UZ271             | 28 d'octubre de 2008   | Kitt Peak            | Spacewatch           |
| 384056 | 2008 UU274             | 28 d'octubre de 2008   | Kitt Peak            | Spacewatch           |
| 384057 | 2008 UA276             | 28 d'octubre de 2008   | Mount Lemmon         | Mt. Lemmon Survey    |
| 384058 | 2008 UH280             | 8 d'octubre de 2008    | Catalina             | CSS                  |
| 384059 | 2008 UE288             | 28 d'octubre de 2008   | Mount Lemmon         | Mt. Lemmon Survey    |
| 384060 | 2008 UB289             | 26 de setembre de 2008 | Kitt Peak            | Spacewatch           |
| 384061 | 2008 UK301             | 16 d'abril de 2007     | Siding Spring        | Siding Spring Survey |
| 384062 | 2008 UD304             | 29 d'octubre de 2008   | Kitt Peak            | Spacewatch           |
| 384063 | 2008 UA317             | 30 d'octubre de 2008   | Kitt Peak            | Spacewatch           |
| 384064 | 2008 UV317             | 18 de setembre de 2003 | Kitt Peak            | Spacewatch           |
| 384065 | 2008 UL336             | 22 d'octubre de 2008   | Kitt Peak            | Spacewatch           |
| 384066 | 2008 UA337             | 20 d'octubre de 2008   | Kitt Peak            | Spacewatch           |
| 384067 | 2008 UG337             | 20 d'octubre de 2008   | Kitt Peak            | Spacewatch           |
| 384068 | 2008 UC338             | 20 d'octubre de 2008   | Kitt Peak            | Spacewatch           |
| 384069 | 2008 UQ340             | 24 d'octubre de 2008   | Catalina             | CSS                  |
| 384070 | 2008 UG353             | 20 d'octubre de 2008   | Mount Lemmon         | Mt. Lemmon Survey    |
| 384071 | 2008 UN356             | 23 d'octubre de 2008   | Kitt Peak            | Spacewatch           |
| 384072 | 2008 UG361             | 24 de setembre de 2008 | Catalina             | CSS                  |
| 384073 | 2008 UZ367             | 28 d'octubre de 2008   | Socorro              | LINEAR               |
| 384074 | 2008 VM14              | 7 de novembre de 2008  | Andrushivka          | Andrushivka          |
| 384075 | 2008 VX14              | 9 de novembre de 2008  | Desert Moon          | B. L. Stevens        |
| 384076 | 2008 VH24              | 1 de novembre de 2008  | Kitt Peak            | Spacewatch           |
| 384077 | 2008 VK26              | 25 d'octubre de 2008   | Kitt Peak            | Spacewatch           |
| 384078 | 2008 VM35              | 2 de novembre de 2008  | Kitt Peak            | Spacewatch           |
| 384079 | 2008 VA41              | 3 de novembre de 2008  | Kitt Peak            | Spacewatch           |
| 384080 | 2008 VC50              | 8 d'octubre de 2008    | Mount Lemmon         | Mt. Lemmon Survey    |
| 384081 | 2008 VD50              | 4 de novembre de 2008  | Catalina             | CSS                  |
| 384082 | 2008 VF50              | 4 de novembre de 2008  | Catalina             | CSS                  |
| 384083 | 2008 VJ53              | 23 d'octubre de 2008   | Kitt Peak            | Spacewatch           |
| 384084 | 2008 VV54              | 6 de novembre de 2008  | Mount Lemmon         | Mt. Lemmon Survey    |
| 384085 | 2008 VR60              | 8 de novembre de 2008  | Mount Lemmon         | Mt. Lemmon Survey    |
| 384086 | 2008 VF63              | 8 de novembre de 2008  | Kitt Peak            | Spacewatch           |
| 384087 | 2008 VZ67              | 7 de novembre de 2008  | Mount Lemmon         | Mt. Lemmon Survey    |
| 384088 | 2008 VV69              | 4 de novembre de 2008  | Kitt Peak            | Spacewatch           |
| 384089 | 2008 VZ74              | 6 de novembre de 2008  | Catalina             | CSS                  |
| 384090 | 2008 VF76              | 1 de novembre de 2008  | Mount Lemmon         | Mt. Lemmon Survey    |
| 384091 | 2008 VQ76              | 1 de novembre de 2008  | Mount Lemmon         | Mt. Lemmon Survey    |
| 384092 | 2008 VW76              | 2 de novembre de 2008  | Mount Lemmon         | Mt. Lemmon Survey    |
| 384093 | 2008 VD78              | 7 de novembre de 2008  | Mount Lemmon         | Mt. Lemmon Survey    |
| 384094 | 2008 WE5               | 17 de novembre de 2008 | Kitt Peak            | Spacewatch           |
| 384095 | 2008 WR17              | 17 de novembre de 2008 | Kitt Peak            | Spacewatch           |
| 384096 | 2008 WL30              | 19 de novembre de 2008 | Mount Lemmon         | Mt. Lemmon Survey    |
| 384097 | 2008 WC35              | 1 d'octubre de 2008    | Kitt Peak            | Spacewatch           |
| 384098 | 2008 WU39              | 17 de novembre de 2008 | Kitt Peak            | Spacewatch           |
| 384099 | 2008 WV41              | 17 de novembre de 2008 | Kitt Peak            | Spacewatch           |
| 384100 | 2008 WD42              | 17 de novembre de 2008 | Kitt Peak            | Spacewatch           |

## 384101-384200
| Nom    | Designació provisional | Data de descobriment   | Lloc de descobriment | Descobridor/s          |
| ------ | ---------------------- | ---------------------- | -------------------- | ---------------------- |
| 384101 | 2008 WW45              | 17 de novembre de 2008 | Kitt Peak            | Spacewatch             |
| 384102 | 2008 WT47              | 17 de novembre de 2008 | Kitt Peak            | Spacewatch             |
| 384103 | 2008 WO49              | 18 de novembre de 2008 | Catalina             | CSS                    |
| 384104 | 2008 WR70              | 18 de novembre de 2008 | Kitt Peak            | Spacewatch             |
| 384105 | 2008 WR82              | 7 de novembre de 2008  | Mount Lemmon         | Mt. Lemmon Survey      |
| 384106 | 2008 WY82              | 20 de novembre de 2008 | Kitt Peak            | Spacewatch             |
| 384107 | 2008 WE90              | 22 de novembre de 2008 | Kitt Peak            | Spacewatch             |
| 384108 | 2008 WV91              | 23 de novembre de 2008 | Mount Lemmon         | Mt. Lemmon Survey      |
| 384109 | 2008 WS93              | 26 de novembre de 2008 | Črni Vrh             | Crni Vrh               |
| 384110 | 2008 WF94              | 24 de novembre de 2008 | Sierra Stars         | W. G. Dillon, D. Wells |
| 384111 | 2008 WJ95              | 23 de novembre de 2008 | Socorro              | LINEAR                 |
| 384112 | 2008 WV97              | 19 de novembre de 2008 | Catalina             | CSS                    |
| 384113 | 2008 WF127             | 30 de novembre de 2008 | Mount Lemmon         | Mt. Lemmon Survey      |
| 384114 | 2008 WK129             | 20 de novembre de 2008 | Mount Lemmon         | Mt. Lemmon Survey      |
| 384115 | 2008 WR133             | 18 de novembre de 2008 | Catalina             | CSS                    |
| 384116 | 2008 WD134             | 19 de novembre de 2008 | Mount Lemmon         | Mt. Lemmon Survey      |
| 384117 | 2008 WK137             | 22 de novembre de 2008 | Kitt Peak            | Spacewatch             |
| 384118 | 2008 WP139             | 23 de novembre de 2008 | Mount Lemmon         | Mt. Lemmon Survey      |
| 384119 | 2008 WV140             | 19 de novembre de 2008 | Catalina             | CSS                    |
| 384120 | 2008 WJ141             | 22 de novembre de 2008 | Mount Lemmon         | Mt. Lemmon Survey      |
| 384121 | 2008 XP1               | 2 de desembre de 2008  | Socorro              | LINEAR                 |
| 384122 | 2008 XL32              | 2 de desembre de 2008  | Kitt Peak            | Spacewatch             |
| 384123 | 2008 XC42              | 24 de novembre de 2008 | Kitt Peak            | Spacewatch             |
| 384124 | 2008 XH47              | 1 de desembre de 2008  | Kitt Peak            | Spacewatch             |
| 384125 | 2008 XF49              | 7 de desembre de 2008  | Mount Lemmon         | Mt. Lemmon Survey      |
| 384126 | 2008 YN11              | 21 de desembre de 2008 | Kitt Peak            | Spacewatch             |
| 384127 | 2008 YG49              | 29 de desembre de 2008 | Mount Lemmon         | Mt. Lemmon Survey      |
| 384128 | 2008 YR58              | 30 de desembre de 2008 | Kitt Peak            | Spacewatch             |
| 384129 | 2008 YZ65              | 31 de desembre de 2008 | Kitt Peak            | Spacewatch             |
| 384130 | 2008 YW69              | 29 de desembre de 2008 | Mount Lemmon         | Mt. Lemmon Survey      |
| 384131 | 2008 YJ75              | 30 de desembre de 2008 | Mount Lemmon         | Mt. Lemmon Survey      |
| 384132 | 2008 YZ83              | 31 de desembre de 2008 | Kitt Peak            | Spacewatch             |
| 384133 | 2008 YA86              | 29 de desembre de 2008 | Kitt Peak            | Spacewatch             |
| 384134 | 2008 YS87              | 29 de desembre de 2008 | Kitt Peak            | Spacewatch             |
| 384135 | 2008 YC91              | 29 de desembre de 2008 | Kitt Peak            | Spacewatch             |
| 384136 | 2008 YR97              | 29 de desembre de 2008 | Mount Lemmon         | Mt. Lemmon Survey      |
| 384137 | 2008 YU99              | 29 de desembre de 2008 | Kitt Peak            | Spacewatch             |
| 384138 | 2008 YY103             | 29 de desembre de 2008 | Kitt Peak            | Spacewatch             |
| 384139 | 2008 YM106             | 29 de desembre de 2008 | Kitt Peak            | Spacewatch             |
| 384140 | 2008 YU117             | 29 de desembre de 2008 | Mount Lemmon         | Mt. Lemmon Survey      |
| 384141 | 2008 YA118             | 29 de desembre de 2008 | Mount Lemmon         | Mt. Lemmon Survey      |
| 384142 | 2008 YQ129             | 16 de maig de 2005     | Mount Lemmon         | Mt. Lemmon Survey      |
| 384143 | 2008 YV134             | 30 de desembre de 2008 | Kitt Peak            | Spacewatch             |
| 384144 | 2008 YJ137             | 30 de desembre de 2008 | Kitt Peak            | Spacewatch             |
| 384145 | 2008 YR138             | 30 de desembre de 2008 | Mount Lemmon         | Mt. Lemmon Survey      |
| 384146 | 2008 YX151             | 22 de desembre de 2008 | Mount Lemmon         | Mt. Lemmon Survey      |
| 384147 | 2008 YG152             | 22 de desembre de 2008 | Kitt Peak            | Spacewatch             |
| 384148 | 2008 YD154             | 21 de desembre de 2008 | Kitt Peak            | Spacewatch             |
| 384149 | 2008 YK165             | 30 de desembre de 2008 | Catalina             | CSS                    |
| 384150 | 2008 YF171             | 22 de desembre de 2008 | Catalina             | CSS                    |
| 384151 | 2009 AO13              | 2 de gener de 2009     | Mount Lemmon         | Mt. Lemmon Survey      |
| 384152 | 2009 AQ13              | 22 de desembre de 2008 | Kitt Peak            | Spacewatch             |
| 384153 | 2009 AV14              | 2 de gener de 2009     | Mount Lemmon         | Mt. Lemmon Survey      |
| 384154 | 2009 AH20              | 2 de gener de 2009     | Mount Lemmon         | Mt. Lemmon Survey      |
| 384155 | 2009 AJ24              | 24 de maig de 2006     | Mount Lemmon         | Mt. Lemmon Survey      |
| 384156 | 2009 AF25              | 1 de gener de 2009     | Mount Lemmon         | Mt. Lemmon Survey      |
| 384157 | 2009 AV26              | 2 de gener de 2009     | Kitt Peak            | Spacewatch             |
| 384158 | 2009 AK27              | 2 de gener de 2009     | Kitt Peak            | Spacewatch             |
| 384159 | 2009 AS32              | 15 de gener de 2009    | Kitt Peak            | Spacewatch             |
| 384160 | 2009 AS33              | 15 de gener de 2009    | Kitt Peak            | Spacewatch             |
| 384161 | 2009 AO35              | 15 de gener de 2009    | Kitt Peak            | Spacewatch             |
| 384162 | 2009 AP43              | 1 de gener de 2009     | Kitt Peak            | Spacewatch             |
| 384163 | 2009 AH47              | 2 de gener de 2009     | Mount Lemmon         | Mt. Lemmon Survey      |
| 384164 | 2009 AH49              | 1 de gener de 2009     | Kitt Peak            | Spacewatch             |
| 384165 | 2009 BB10              | 21 de gener de 2009    | Sandlot              | G. Hug                 |
| 384166 | 2009 BR20              | 2 de gener de 2009     | Mount Lemmon         | Mt. Lemmon Survey      |
| 384167 | 2009 BO25              | 19 de gener de 2009    | Mount Lemmon         | Mt. Lemmon Survey      |
| 384168 | 2009 BR29              | 16 de gener de 2009    | Kitt Peak            | Spacewatch             |
| 384169 | 2009 BW30              | 16 de gener de 2009    | Kitt Peak            | Spacewatch             |
| 384170 | 2009 BK31              | 16 de gener de 2009    | Kitt Peak            | Spacewatch             |
| 384171 | 2009 BC35              | 16 de gener de 2009    | Kitt Peak            | Spacewatch             |
| 384172 | 2009 BH35              | 1 de gener de 2009     | Mount Lemmon         | Mt. Lemmon Survey      |
| 384173 | 2009 BL41              | 16 de gener de 2009    | Kitt Peak            | Spacewatch             |
| 384174 | 2009 BK44              | 16 de gener de 2009    | Kitt Peak            | Spacewatch             |
| 384175 | 2009 BN44              | 16 de gener de 2009    | Kitt Peak            | Spacewatch             |
| 384176 | 2009 BM49              | 16 de gener de 2009    | Mount Lemmon         | Mt. Lemmon Survey      |
| 384177 | 2009 BQ51              | 16 de gener de 2009    | Mount Lemmon         | Mt. Lemmon Survey      |
| 384178 | 2009 BK52              | 16 de gener de 2009    | Kitt Peak            | Spacewatch             |
| 384179 | 2009 BK56              | 17 de gener de 2009    | Kitt Peak            | Spacewatch             |
| 384180 | 2009 BS67              | 20 de gener de 2009    | Kitt Peak            | Spacewatch             |
| 384181 | 2009 BH70              | 25 de gener de 2009    | Catalina             | CSS                    |
| 384182 | 2009 BK75              | 23 de gener de 2009    | Purple Mountain      | PMO NEO Survey Program |
| 384183 | 2009 BC76              | 18 de gener de 2009    | Mount Lemmon         | Mt. Lemmon Survey      |
| 384184 | 2009 BN83              | 20 de gener de 2009    | Catalina             | CSS                    |
| 384185 | 2009 BX85              | 25 de gener de 2009    | Kitt Peak            | Spacewatch             |
| 384186 | 2009 BT90              | 25 de gener de 2009    | Kitt Peak            | Spacewatch             |
| 384187 | 2009 BR94              | 25 de gener de 2009    | Kitt Peak            | Spacewatch             |
| 384188 | 2009 BS101             | 29 de gener de 2009    | Mount Lemmon         | Mt. Lemmon Survey      |
| 384189 | 2009 BJ103             | 29 de desembre de 2008 | Mount Lemmon         | Mt. Lemmon Survey      |
| 384190 | 2009 BT106             | 28 de gener de 2009    | Catalina             | CSS                    |
| 384191 | 2009 BG107             | 28 de gener de 2009    | Catalina             | CSS                    |
| 384192 | 2009 BH113             | 26 de gener de 2009    | Cerro Burek          | Cerro Burek            |
| 384193 | 2009 BH117             | 29 de gener de 2009    | Mount Lemmon         | Mt. Lemmon Survey      |
| 384194 | 2009 BO118             | 30 de gener de 2009    | Mount Lemmon         | Mt. Lemmon Survey      |
| 384195 | 2009 BA131             | 31 de gener de 2009    | Mount Lemmon         | Mt. Lemmon Survey      |
| 384196 | 2009 BZ132             | 31 de gener de 2009    | Siding Spring        | Siding Spring Survey   |
| 384197 | 2009 BP137             | 29 de gener de 2009    | Kitt Peak            | Spacewatch             |
| 384198 | 2009 BP146             | 30 de gener de 2009    | Mount Lemmon         | Mt. Lemmon Survey      |
| 384199 | 2009 BK150             | 31 de gener de 2009    | Kitt Peak            | Spacewatch             |
| 384200 | 2009 BZ153             | 31 de gener de 2009    | Kitt Peak            | Spacewatch             |

## 384201-384300
| Nom    | Designació provisional | Data de descobriment   | Lloc de descobriment | Descobridor/s        |
| ------ | ---------------------- | ---------------------- | -------------------- | -------------------- |
| 384201 | 2009 BW155             | 31 de gener de 2009    | Kitt Peak            | Spacewatch           |
| 384202 | 2009 BK156             | 31 de gener de 2009    | Kitt Peak            | Spacewatch           |
| 384203 | 2009 BN168             | 18 de gener de 2009    | Kitt Peak            | Spacewatch           |
| 384204 | 2009 BS172             | 18 de gener de 2009    | Mount Lemmon         | Mt. Lemmon Survey    |
| 384205 | 2009 BE183             | 25 de gener de 2009    | Kitt Peak            | Spacewatch           |
| 384206 | 2009 BB186             | 29 de gener de 2009    | Catalina             | CSS                  |
| 384207 | 2009 BT186             | 25 de gener de 2009    | Kitt Peak            | Spacewatch           |
| 384208 | 2009 BU186             | 25 de gener de 2009    | Kitt Peak            | Spacewatch           |
| 384209 | 2009 BQ188             | 18 de gener de 2009    | Mount Lemmon         | Mt. Lemmon Survey    |
| 384210 | 2009 CS6               | 19 de gener de 2009    | Mount Lemmon         | Mt. Lemmon Survey    |
| 384211 | 2009 CF29              | 1 de febrer de 2009    | Kitt Peak            | Spacewatch           |
| 384212 | 2009 CB30              | 1 de febrer de 2009    | Kitt Peak            | Spacewatch           |
| 384213 | 2009 CY31              | 1 de febrer de 2009    | Kitt Peak            | Spacewatch           |
| 384214 | 2009 CJ32              | 1 de febrer de 2009    | Kitt Peak            | Spacewatch           |
| 384215 | 2009 CX38              | 13 de febrer de 2009   | Kitt Peak            | Spacewatch           |
| 384216 | 2009 CT49              | 14 de febrer de 2009   | Mount Lemmon         | Mt. Lemmon Survey    |
| 384217 | 2009 CN59              | 4 de febrer de 2009    | Mount Lemmon         | Mt. Lemmon Survey    |
| 384218 | 2009 CX60              | 14 de febrer de 2009   | Kitt Peak            | Spacewatch           |
| 384219 | 2009 CM63              | 11 de novembre de 2002 | Kitt Peak            | Spacewatch           |
| 384220 | 2009 DK4               | 21 de febrer de 2009   | Catalina             | CSS                  |
| 384221 | 2009 DN9               | 17 de febrer de 2009   | Socorro              | LINEAR               |
| 384222 | 2009 DP9               | 1 de febrer de 2009    | Mount Lemmon         | Mt. Lemmon Survey    |
| 384223 | 2009 DG17              | 17 de febrer de 2009   | Kitt Peak            | Spacewatch           |
| 384224 | 2009 DV22              | 19 de febrer de 2009   | Kitt Peak            | Spacewatch           |
| 384225 | 2009 DP26              | 22 de febrer de 2009   | Calar Alto           | F. Hormuth           |
| 384226 | 2009 DA31              | 23 de febrer de 2009   | Cordell-Lorenz       | D. T. Durig          |
| 384227 | 2009 DZ32              | 20 de febrer de 2009   | Kitt Peak            | Spacewatch           |
| 384228 | 2009 DN35              | 20 de febrer de 2009   | Kitt Peak            | Spacewatch           |
| 384229 | 2009 DQ40              | 17 de gener de 2009    | Kitt Peak            | Spacewatch           |
| 384230 | 2009 DT47              | 28 de febrer de 2009   | Socorro              | LINEAR               |
| 384231 | 2009 DP53              | 16 de setembre de 2006 | Anderson Mesa        | LONEOS               |
| 384232 | 2009 DR54              | 17 de gener de 2009    | Kitt Peak            | Spacewatch           |
| 384233 | 2009 DU55              | 22 de febrer de 2009   | Kitt Peak            | Spacewatch           |
| 384234 | 2009 DZ55              | 22 de febrer de 2009   | Kitt Peak            | Spacewatch           |
| 384235 | 2009 DO57              | 30 de desembre de 2008 | Mount Lemmon         | Mt. Lemmon Survey    |
| 384236 | 2009 DC58              | 19 de novembre de 2007 | Kitt Peak            | Spacewatch           |
| 384237 | 2009 DU63              | 20 de febrer de 2009   | Socorro              | LINEAR               |
| 384238 | 2009 DY66              | 24 de febrer de 2009   | Mount Lemmon         | Mt. Lemmon Survey    |
| 384239 | 2009 DM71              | 19 de febrer de 2009   | La Sagra             | OAM                  |
| 384240 | 2009 DH74              | 26 de febrer de 2009   | Catalina             | CSS                  |
| 384241 | 2009 DG76              | 21 de febrer de 2009   | Mount Lemmon         | Mt. Lemmon Survey    |
| 384242 | 2009 DN77              | 22 de febrer de 2009   | Mount Lemmon         | Mt. Lemmon Survey    |
| 384243 | 2009 DA94              | 28 de febrer de 2009   | Mount Lemmon         | Mt. Lemmon Survey    |
| 384244 | 2009 DP107             | 28 de febrer de 2009   | Kitt Peak            | Spacewatch           |
| 384245 | 2009 DF116             | 27 de febrer de 2009   | Kitt Peak            | Spacewatch           |
| 384246 | 2009 DJ123             | 24 de febrer de 2009   | Mount Lemmon         | Mt. Lemmon Survey    |
| 384247 | 2009 DW123             | 16 de febrer de 2009   | Kitt Peak            | Spacewatch           |
| 384248 | 2009 DG135             | 22 de febrer de 2009   | Kitt Peak            | Spacewatch           |
| 384249 | 2009 DH137             | 19 de febrer de 2009   | Mount Lemmon         | Mt. Lemmon Survey    |
| 384250 | 2009 DZ138             | 24 de febrer de 2009   | Kitt Peak            | Spacewatch           |
| 384251 | 2009 DT141             | 18 de gener de 2009    | Mount Lemmon         | Mt. Lemmon Survey    |
| 384252 | 2009 ES3               | 14 de març de 2009     | La Sagra             | OAM                  |
| 384253 | 2009 EU14              | 15 de març de 2009     | Kitt Peak            | Spacewatch           |
| 384254 | 2009 EY14              | 15 de març de 2009     | Kitt Peak            | Spacewatch           |
| 384255 | 2009 EL16              | 15 de març de 2009     | Kitt Peak            | Spacewatch           |
| 384256 | 2009 EJ18              | 15 de març de 2009     | Kitt Peak            | Spacewatch           |
| 384257 | 2009 EX18              | 15 de març de 2009     | Mount Lemmon         | Mt. Lemmon Survey    |
| 384258 | 2009 EG20              | 15 de març de 2009     | La Sagra             | OAM                  |
| 384259 | 2009 EB28              | 1 de març de 2009      | Mount Lemmon         | Mt. Lemmon Survey    |
| 384260 | 2009 EY28              | 6 de març de 2009      | Siding Spring        | Siding Spring Survey |
| 384261 | 2009 FF3               | 16 de març de 2009     | La Sagra             | OAM                  |
| 384262 | 2009 FP25              | 22 de març de 2009     | Taunus               | R. Kling, U. Zimmer  |
| 384263 | 2009 FD26              | 16 de març de 2009     | Catalina             | CSS                  |
| 384264 | 2009 FW32              | 17 de març de 2009     | Catalina             | CSS                  |
| 384265 | 2009 FJ33              | 21 de març de 2009     | Catalina             | CSS                  |
| 384266 | 2009 FO43              | 30 de març de 2009     | Sierra Stars         | F. Tozzi             |
| 384267 | 2009 FA51              | 28 de març de 2009     | Catalina             | CSS                  |
| 384268 | 2009 FM52              | 28 de març de 2009     | Catalina             | CSS                  |
| 384269 | 2009 FU74              | 18 de març de 2009     | Socorro              | LINEAR               |
| 384270 | 2009 HQ5               | 17 d'abril de 2009     | Kitt Peak            | Spacewatch           |
| 384271 | 2009 HU74              | 10 de setembre de 2007 | Catalina             | CSS                  |
| 384272 | 2009 HR94              | 16 de desembre de 2004 | Catalina             | CSS                  |
| 384273 | 2009 KK9               | 24 de maig de 2009     | Catalina             | CSS                  |
| 384274 | 2009 PD2               | 15 d'agost de 2009     | Calvin-Rehoboth      | L. A. Molnar         |
| 384275 | 2009 PO3               | 12 d'agost de 2009     | La Sagra             | OAM                  |
| 384276 | 2009 PV11              | 15 d'agost de 2009     | Kitt Peak            | Spacewatch           |
| 384277 | 2009 QR5               | 17 d'agost de 2009     | Altschwendt          | W. Ries              |
| 384278 | 2009 QM8               | 17 d'agost de 2009     | Socorro              | LINEAR               |
| 384279 | 2009 QR10              | 15 d'agost de 2009     | Catalina             | CSS                  |
| 384280 | 2009 QL18              | 17 d'agost de 2009     | Kitt Peak            | Spacewatch           |
| 384281 | 2009 QC20              | 19 d'agost de 2009     | La Sagra             | OAM                  |
| 384282 | 2009 QU38              | 28 d'agost de 2009     | Zelenchukskaya S     | T. V. Kryachko       |
| 384283 | 2009 QC39              | 20 d'agost de 2009     | Kitt Peak            | Spacewatch           |
| 384284 | 2009 QE43              | 26 d'agost de 2009     | Catalina             | CSS                  |
| 384285 | 2009 QV47              | 28 de febrer de 2008   | Mount Lemmon         | Mt. Lemmon Survey    |
| 384286 | 2009 QJ51              | 27 d'agost de 2009     | Kitt Peak            | Spacewatch           |
| 384287 | 2009 RA7               | 10 de setembre de 2009 | Catalina             | CSS                  |
| 384288 | 2009 RA14              | 12 de setembre de 2009 | Kitt Peak            | Spacewatch           |
| 384289 | 2009 RJ14              | 12 de setembre de 2009 | Kitt Peak            | Spacewatch           |
| 384290 | 2009 RL14              | 12 de setembre de 2009 | Kitt Peak            | Spacewatch           |
| 384291 | 2009 RM15              | 12 de setembre de 2009 | Kitt Peak            | Spacewatch           |
| 384292 | 2009 RU15              | 12 de setembre de 2009 | Kitt Peak            | Spacewatch           |
| 384293 | 2009 RM25              | 15 de setembre de 2009 | Kitt Peak            | Spacewatch           |
| 384294 | 2009 RH26              | 13 de setembre de 2009 | Socorro              | LINEAR               |
| 384295 | 2009 RH27              | 12 de setembre de 2009 | Kitt Peak            | Spacewatch           |
| 384296 | 2009 RM42              | 15 de setembre de 2009 | Kitt Peak            | Spacewatch           |
| 384297 | 2009 RS44              | 15 de setembre de 2009 | Kitt Peak            | Spacewatch           |
| 384298 | 2009 RJ55              | 15 de setembre de 2009 | Kitt Peak            | Spacewatch           |
| 384299 | 2009 RO58              | 15 de setembre de 2009 | Kitt Peak            | Spacewatch           |
| 384300 | 2009 SB3               | 16 de setembre de 2009 | Kitt Peak            | Spacewatch           |

## 384301-384400
| Nom    | Designació provisional | Data de descobriment   | Lloc de descobriment | Descobridor/s     |
| ------ | ---------------------- | ---------------------- | -------------------- | ----------------- |
| 384301 | 2009 SS19              | 20 de setembre de 2009 | Calvin-Rehoboth      | Calvin College    |
| 384302 | 2009 SV22              | 24 de novembre de 2006 | Kitt Peak            | Spacewatch        |
| 384303 | 2009 SM37              | 16 de setembre de 2009 | Kitt Peak            | Spacewatch        |
| 384304 | 2009 SA39              | 16 de setembre de 2009 | Kitt Peak            | Spacewatch        |
| 384305 | 2009 SU60              | 17 de setembre de 2009 | Kitt Peak            | Spacewatch        |
| 384306 | 2009 SJ67              | 17 de setembre de 2009 | Kitt Peak            | Spacewatch        |
| 384307 | 2009 SJ88              | 18 de setembre de 2009 | Kitt Peak            | Spacewatch        |
| 384308 | 2009 SG108             | 16 de setembre de 2009 | Mount Lemmon         | Mt. Lemmon Survey |
| 384309 | 2009 SD118             | 18 de setembre de 2009 | Kitt Peak            | Spacewatch        |
| 384310 | 2009 SH118             | 18 de setembre de 2009 | Kitt Peak            | Spacewatch        |
| 384311 | 2009 SB121             | 18 de setembre de 2009 | Kitt Peak            | Spacewatch        |
| 384312 | 2009 SS130             | 18 de setembre de 2009 | Kitt Peak            | Spacewatch        |
| 384313 | 2009 SW143             | 19 de setembre de 2009 | Kitt Peak            | Spacewatch        |
| 384314 | 2009 SV152             | 20 de setembre de 2009 | Mount Lemmon         | Mt. Lemmon Survey |
| 384315 | 2009 SP158             | 20 de setembre de 2009 | Kitt Peak            | Spacewatch        |
| 384316 | 2009 SO167             | 23 de setembre de 2009 | Mount Lemmon         | Mt. Lemmon Survey |
| 384317 | 2009 SJ202             | 22 de setembre de 2009 | Kitt Peak            | Spacewatch        |
| 384318 | 2009 SG209             | 23 de setembre de 2009 | Kitt Peak            | Spacewatch        |
| 384319 | 2009 SH214             | 23 de setembre de 2009 | Kitt Peak            | Spacewatch        |
| 384320 | 2009 SW214             | 23 de setembre de 2009 | Kitt Peak            | Spacewatch        |
| 384321 | 2009 ST223             | 27 de novembre de 2006 | Kitt Peak            | Spacewatch        |
| 384322 | 2009 SY224             | 25 de setembre de 2009 | Kitt Peak            | Spacewatch        |
| 384323 | 2009 SZ239             | 17 de setembre de 2009 | Catalina             | CSS               |
| 384324 | 2009 SL251             | 10 de gener de 2003    | Kitt Peak            | Spacewatch        |
| 384325 | 2009 SP268             | 24 de setembre de 2009 | Kitt Peak            | Spacewatch        |
| 384326 | 2009 SM271             | 24 de setembre de 2009 | Kitt Peak            | Spacewatch        |
| 384327 | 2009 SM289             | 25 de setembre de 2009 | Kitt Peak            | Spacewatch        |
| 384328 | 2009 SJ302             | 16 de setembre de 2009 | Catalina             | CSS               |
| 384329 | 2009 SQ304             | 27 d'agost de 2009     | Kitt Peak            | Spacewatch        |
| 384330 | 2009 SD330             | 11 de novembre de 1998 | Caussols             | ODAS              |
| 384331 | 2009 SA332             | 20 de setembre de 2009 | Mount Lemmon         | Mt. Lemmon Survey |
| 384332 | 2009 SK337             | 27 de setembre de 2009 | Catalina             | CSS               |
| 384333 | 2009 SJ343             | 17 de setembre de 2009 | Kitt Peak            | Spacewatch        |
| 384334 | 2009 SC347             | 27 de setembre de 2009 | Catalina             | CSS               |
| 384335 | 2009 SP350             | 26 de setembre de 2009 | Kitt Peak            | Spacewatch        |
| 384336 | 2009 SY362             | 25 de setembre de 2009 | Kitt Peak            | Spacewatch        |
| 384337 | 2009 TF1               | 10 d'octubre de 2009   | Bisei SG Center      | BATTeRS           |
| 384338 | 2009 TR2               | 11 d'octubre de 2009   | La Sagra             | OAM               |
| 384339 | 2009 TM3               | 11 d'octubre de 2009   | La Sagra             | OAM               |
| 384340 | 2009 TE4               | 13 d'octubre de 2009   | Mayhill              | A. Lowe           |
| 384341 | 2009 TC9               | 12 d'octubre de 2009   | La Sagra             | OAM               |
| 384342 | 2009 TW10              | 11 d'octubre de 2009   | Mount Lemmon         | Mt. Lemmon Survey |
| 384343 | 2009 TO12              | 10 d'octubre de 2009   | Dauban               | F. Kugel          |
| 384344 | 2009 TP14              | 12 d'octubre de 2009   | Mount Lemmon         | Mt. Lemmon Survey |
| 384345 | 2009 TU26              | 28 de setembre de 2009 | Mount Lemmon         | Mt. Lemmon Survey |
| 384346 | 2009 TO27              | 14 d'octubre de 2009   | La Sagra             | OAM               |
| 384347 | 2009 TO30              | 15 d'octubre de 2009   | Mount Lemmon         | Mt. Lemmon Survey |
| 384348 | 2009 TZ35              | 14 d'octubre de 2009   | Catalina             | CSS               |
| 384349 | 2009 TT44              | 14 d'octubre de 2009   | Mount Lemmon         | Mt. Lemmon Survey |
| 384350 | 2009 UQ1               | 16 d'octubre de 2009   | Socorro              | LINEAR            |
| 384351 | 2009 UC2               | 1 d'octubre de 2009    | Mount Lemmon         | Mt. Lemmon Survey |
| 384352 | 2009 UX16              | 18 d'octubre de 2009   | La Sagra             | OAM               |
| 384353 | 2009 UV17              | 20 d'octubre de 2009   | Mayhill              | Mayhill           |
| 384354 | 2009 UA28              | 22 d'octubre de 2009   | Catalina             | CSS               |
| 384355 | 2009 UW33              | 18 d'octubre de 2009   | Mount Lemmon         | Mt. Lemmon Survey |
| 384356 | 2009 UA71              | 22 d'octubre de 2009   | Catalina             | CSS               |
| 384357 | 2009 UA72              | 23 d'octubre de 2009   | Kitt Peak            | Spacewatch        |
| 384358 | 2009 UL72              | 23 d'octubre de 2009   | Mount Lemmon         | Mt. Lemmon Survey |
| 384359 | 2009 UM74              | 21 d'octubre de 2009   | Mount Lemmon         | Mt. Lemmon Survey |
| 384360 | 2009 UV80              | 22 d'octubre de 2009   | Catalina             | CSS               |
| 384361 | 2009 UP81              | 21 de febrer de 2007   | Mount Lemmon         | Mt. Lemmon Survey |
| 384362 | 2009 UV83              | 19 de setembre de 2009 | Mount Lemmon         | Mt. Lemmon Survey |
| 384363 | 2009 US85              | 23 d'octubre de 2009   | Mount Lemmon         | Mt. Lemmon Survey |
| 384364 | 2009 UT93              | 26 d'octubre de 2009   | Bisei SG Center      | BATTeRS           |
| 384365 | 2009 UR102             | 24 d'octubre de 2009   | Catalina             | CSS               |
| 384366 | 2009 UF108             | 23 d'octubre de 2009   | Kitt Peak            | Spacewatch        |
| 384367 | 2009 UB110             | 23 d'octubre de 2009   | Kitt Peak            | Spacewatch        |
| 384368 | 2009 UX116             | 22 d'octubre de 2009   | Mount Lemmon         | Mt. Lemmon Survey |
| 384369 | 2009 UF125             | 23 de desembre de 2006 | Mount Lemmon         | Mt. Lemmon Survey |
| 384370 | 2009 UC131             | 16 d'octubre de 2009   | Catalina             | CSS               |
| 384371 | 2009 UM136             | 24 d'octubre de 2009   | Catalina             | CSS               |
| 384372 | 2009 UW138             | 25 d'octubre de 2009   | Mount Lemmon         | Mt. Lemmon Survey |
| 384373 | 2009 UL150             | 18 d'octubre de 2009   | Mount Lemmon         | Mt. Lemmon Survey |
| 384374 | 2009 UE152             | 23 d'octubre de 2009   | Mount Lemmon         | Mt. Lemmon Survey |
| 384375 | 2009 VC3               | 10 de novembre de 2009 | Mayhill              | Mayhill           |
| 384376 | 2009 VG3               | 9 de novembre de 2009  | Kachina              | J. Hobart         |
| 384377 | 2009 VR5               | 8 de novembre de 2009  | Mount Lemmon         | Mt. Lemmon Survey |
| 384378 | 2009 VS24              | 9 de novembre de 2009  | La Sagra             | OAM               |
| 384379 | 2009 VX26              | 8 de novembre de 2009  | Kitt Peak            | Spacewatch        |
| 384380 | 2009 VZ26              | 8 de novembre de 2009  | Kitt Peak            | Spacewatch        |
| 384381 | 2009 VQ28              | 8 de novembre de 2009  | Mount Lemmon         | Mt. Lemmon Survey |
| 384382 | 2009 VF38              | 8 de novembre de 2009  | Mount Lemmon         | Mt. Lemmon Survey |
| 384383 | 2009 VD45              | 11 de novembre de 2009 | Socorro              | LINEAR            |
| 384384 | 2009 VJ46              | 9 de novembre de 2009  | Catalina             | CSS               |
| 384385 | 2009 VK64              | 9 de maig de 1996      | Kitt Peak            | Spacewatch        |
| 384386 | 2009 VG69              | 9 de novembre de 2009  | Mount Lemmon         | Mt. Lemmon Survey |
| 384387 | 2009 VY70              | 9 de novembre de 2009  | Kitt Peak            | Spacewatch        |
| 384388 | 2009 VE73              | 9 d'octubre de 1999    | Kitt Peak            | Spacewatch        |
| 384389 | 2009 VO76              | 15 de novembre de 2009 | Mount Lemmon         | Mt. Lemmon Survey |
| 384390 | 2009 VL77              | 9 de novembre de 2009  | Catalina             | CSS               |
| 384391 | 2009 VT78              | 10 de novembre de 2009 | Kitt Peak            | Spacewatch        |
| 384392 | 2009 VC80              | 11 de novembre de 2009 | Catalina             | CSS               |
| 384393 | 2009 VU93              | 15 de novembre de 2009 | Catalina             | CSS               |
| 384394 | 2009 VR111             | 14 de novembre de 2009 | La Sagra             | OAM               |
| 384395 | 2009 VF114             | 9 de novembre de 2009  | Mount Lemmon         | Mt. Lemmon Survey |
| 384396 | 2009 WO1               | 28 d'agost de 2005     | Kitt Peak            | Spacewatch        |
| 384397 | 2009 WB27              | 11 d'octubre de 2005   | Kitt Peak            | Spacewatch        |
| 384398 | 2009 WG27              | 16 de novembre de 2009 | Kitt Peak            | Spacewatch        |
| 384399 | 2009 WW36              | 8 de novembre de 2009  | Kitt Peak            | Spacewatch        |
| 384400 | 2009 WG43              | 17 de novembre de 2009 | Catalina             | CSS               |

## 384401-384500
| Nom    | Designació provisional | Data de descobriment   | Lloc de descobriment | Descobridor/s     |
| ------ | ---------------------- | ---------------------- | -------------------- | ----------------- |
| 384401 | 2009 WK43              | 17 de novembre de 2009 | Catalina             | CSS               |
| 384402 | 2009 WA45              | 18 de novembre de 2009 | Kitt Peak            | Spacewatch        |
| 384403 | 2009 WU65              | 30 d'octubre de 2005   | Mount Lemmon         | Mt. Lemmon Survey |
| 384404 | 2009 WT70              | 11 de març de 2007     | Kitt Peak            | Spacewatch        |
| 384405 | 2009 WU70              | 18 de novembre de 2009 | Kitt Peak            | Spacewatch        |
| 384406 | 2009 WZ70              | 18 de novembre de 2009 | Kitt Peak            | Spacewatch        |
| 384407 | 2009 WF84              | 19 de novembre de 2009 | Kitt Peak            | Spacewatch        |
| 384408 | 2009 WH93              | 19 de novembre de 2009 | La Sagra             | OAM               |
| 384409 | 2009 WK93              | 19 de novembre de 2009 | La Sagra             | OAM               |
| 384410 | 2009 WM126             | 20 de novembre de 2009 | Kitt Peak            | Spacewatch        |
| 384411 | 2009 WK143             | 28 de setembre de 2009 | Kitt Peak            | Spacewatch        |
| 384412 | 2009 WJ165             | 21 de novembre de 2009 | Kitt Peak            | Spacewatch        |
| 384413 | 2009 WN166             | 21 de novembre de 2009 | Mount Lemmon         | Mt. Lemmon Survey |
| 384414 | 2009 WZ167             | 22 de novembre de 2009 | Kitt Peak            | Spacewatch        |
| 384415 | 2009 WR176             | 23 de novembre de 2009 | Kitt Peak            | Spacewatch        |
| 384416 | 2009 WZ194             | 17 de novembre de 2009 | Catalina             | CSS               |
| 384417 | 2009 WO196             | 25 de novembre de 2009 | Catalina             | CSS               |
| 384418 | 2009 WQ204             | 9 de novembre de 2009  | Kitt Peak            | Spacewatch        |
| 384419 | 2009 WD225             | 17 de novembre de 2009 | Mount Lemmon         | Mt. Lemmon Survey |
| 384420 | 2009 WJ230             | 17 de novembre de 2009 | Mount Lemmon         | Mt. Lemmon Survey |
| 384421 | 2009 WY234             | 19 de novembre de 2009 | Catalina             | CSS               |
| 384422 | 2009 WQ262             | 21 de novembre de 2009 | Mount Lemmon         | Mt. Lemmon Survey |
| 384423 | 2009 WE263             | 25 de novembre de 2009 | Kitt Peak            | Spacewatch        |
| 384424 | 2009 XX1               | 16 d'octubre de 2009   | Catalina             | CSS               |
| 384425 | 2009 XY8               | 13 de desembre de 2009 | Bisei SG Center      | BATTeRS           |
| 384426 | 2009 XL13              | 13 de desembre de 2009 | Mount Lemmon         | Mt. Lemmon Survey |
| 384427 | 2009 XM16              | 15 de desembre de 2009 | Mount Lemmon         | Mt. Lemmon Survey |
| 384428 | 2009 XR17              | 15 de desembre de 2009 | Mount Lemmon         | Mt. Lemmon Survey |
| 384429 | 2009 XY20              | 15 de desembre de 2009 | Mount Lemmon         | Mt. Lemmon Survey |
| 384430 | 2009 XM22              | 15 de desembre de 2009 | Mount Lemmon         | Mt. Lemmon Survey |
| 384431 | 2009 XX22              | 15 de desembre de 2009 | Mount Lemmon         | Mt. Lemmon Survey |
| 384432 | 2009 YQ2               | 10 de setembre de 2004 | Kitt Peak            | Spacewatch        |
| 384433 | 2009 YN14              | 18 de desembre de 2009 | Mount Lemmon         | Mt. Lemmon Survey |
| 384434 | 2009 YS14              | 18 de desembre de 2009 | Mount Lemmon         | Mt. Lemmon Survey |
| 384435 | 2009 YZ20              | 27 de desembre de 2009 | Kitt Peak            | Spacewatch        |
| 384436 | 2009 YC23              | 20 de desembre de 2009 | Mount Lemmon         | Mt. Lemmon Survey |
| 384437 | 2009 YQ23              | 19 de desembre de 2009 | Kitt Peak            | Spacewatch        |
| 384438 | 2010 AU5               | 5 de gener de 2010     | Kitt Peak            | Spacewatch        |
| 384439 | 2010 AG12              | 6 de gener de 2010     | Kitt Peak            | Spacewatch        |
| 384440 | 2010 AD21              | 5 de gener de 2010     | Kitt Peak            | Spacewatch        |
| 384441 | 2010 AX24              | 6 de gener de 2010     | Kitt Peak            | Spacewatch        |
| 384442 | 2010 AL25              | 3 de setembre de 2008  | Kitt Peak            | Spacewatch        |
| 384443 | 2010 AQ25              | 21 de novembre de 2009 | Mount Lemmon         | Mt. Lemmon Survey |
| 384444 | 2010 AV30              | 15 de novembre de 2009 | Mount Lemmon         | Mt. Lemmon Survey |
| 384445 | 2010 AW30              | 6 de gener de 2010     | Kitt Peak            | Spacewatch        |
| 384446 | 2010 AD59              | 6 de gener de 2010     | Catalina             | CSS               |
| 384447 | 2010 AA64              | 22 d'agost de 2004     | Kitt Peak            | Spacewatch        |
| 384448 | 2010 AU65              | 11 de gener de 2010    | Kitt Peak            | Spacewatch        |
| 384449 | 2010 AL66              | 11 de gener de 2010    | Kitt Peak            | Spacewatch        |
| 384450 | 2010 AX68              | 11 d'octubre de 2005   | Kitt Peak            | Spacewatch        |
| 384451 | 2010 AC71              | 5 de setembre de 2008  | Kitt Peak            | Spacewatch        |
| 384452 | 2010 AB73              | 13 de gener de 2010    | Mount Lemmon         | Mt. Lemmon Survey |
| 384453 | 2010 AG86              | 8 de gener de 2010     | WISE                 | WISE              |
| 384454 | 2010 AS99              | 12 de gener de 2010    | WISE                 | WISE              |
| 384455 | 2010 AY117             | 13 de gener de 2010    | WISE                 | WISE              |
| 384456 | 2010 BW1               | 7 de gener de 2010     | Kitt Peak            | Spacewatch        |
| 384457 | 2010 BY1               | 8 d'octubre de 2008    | Mount Lemmon         | Mt. Lemmon Survey |
| 384458 | 2010 BM2               | 18 de gener de 2010    | Gnosca               | S. Sposetti       |
| 384459 | 2010 BM4               | 24 de gener de 2010    | Piszkéstet&          | Piszkesteto       |
| 384460 | 2010 BC5               | 23 de gener de 2010    | Bisei SG Center      | BATTeRS           |
| 384461 | 2010 BS7               | 16 de gener de 2010    | WISE                 | WISE              |
| 384462 | 2010 BX20              | 17 de gener de 2010    | WISE                 | WISE              |
| 384463 | 2010 BM57              | 21 de gener de 2010    | WISE                 | WISE              |
| 384464 | 2010 BO57              | 21 de gener de 2010    | WISE                 | WISE              |
| 384465 | 2010 BQ65              | 22 de gener de 2010    | WISE                 | WISE              |
| 384466 | 2010 BK71              | 23 de gener de 2010    | WISE                 | WISE              |
| 384467 | 2010 BL74              | 13 de gener de 1996    | Kitt Peak            | Spacewatch        |
| 384468 | 2010 BU75              | 26 de setembre de 2006 | Mount Lemmon         | Mt. Lemmon Survey |
| 384469 | 2010 CV2               | 27 de novembre de 2009 | Mount Lemmon         | Mt. Lemmon Survey |
| 384470 | 2010 CO3               | 5 de febrer de 2010    | Kitt Peak            | Spacewatch        |
| 384471 | 2010 CU3               | 10 d'agost de 2007     | Kitt Peak            | Spacewatch        |
| 384472 | 2010 CY24              | 23 de setembre de 2008 | Mount Lemmon         | Mt. Lemmon Survey |
| 384473 | 2010 CE26              | 21 de setembre de 2008 | Kitt Peak            | Spacewatch        |
| 384474 | 2010 CX28              | 9 de febrer de 2010    | Kitt Peak            | Spacewatch        |
| 384475 | 2010 CT34              | 10 de febrer de 2010   | Kitt Peak            | Spacewatch        |
| 384476 | 2010 CY37              | 29 de setembre de 2008 | Mount Lemmon         | Mt. Lemmon Survey |
| 384477 | 2010 CN38              | 13 de febrer de 2010   | Catalina             | CSS               |
| 384478 | 2010 CF39              | 13 de febrer de 2010   | Mount Lemmon         | Mt. Lemmon Survey |
| 384479 | 2010 CF40              | 13 de febrer de 2010   | Kitt Peak            | Spacewatch        |
| 384480 | 2010 CA42              | 6 de febrer de 2010    | Mount Lemmon         | Mt. Lemmon Survey |
| 384481 | 2010 CR42              | 7 de febrer de 2010    | La Sagra             | OAM               |
| 384482 | 2010 CH43              | 13 de febrer de 2010   | Mount Lemmon         | Mt. Lemmon Survey |
| 384483 | 2010 CU44              | 15 de febrer de 2010   | Calvin-Rehoboth      | Calvin College    |
| 384484 | 2010 CZ56              | 13 de febrer de 2010   | Socorro              | LINEAR            |
| 384485 | 2010 CA57              | 13 de febrer de 2010   | Socorro              | LINEAR            |
| 384486 | 2010 CP59              | 21 de setembre de 2008 | Mount Lemmon         | Mt. Lemmon Survey |
| 384487 | 2010 CW62              | 9 de febrer de 2010    | Catalina             | CSS               |
| 384488 | 2010 CG65              | 9 de febrer de 2010    | Kitt Peak            | Spacewatch        |
| 384489 | 2010 CH65              | 9 de febrer de 2010    | Kitt Peak            | Spacewatch        |
| 384490 | 2010 CS65              | 9 de febrer de 2010    | Kitt Peak            | Spacewatch        |
| 384491 | 2010 CS66              | 10 de febrer de 2010   | Kitt Peak            | Spacewatch        |
| 384492 | 2010 CT74              | 13 de febrer de 2010   | Mount Lemmon         | Mt. Lemmon Survey |
| 384493 | 2010 CC76              | 13 de febrer de 2010   | Kitt Peak            | Spacewatch        |
| 384494 | 2010 CB79              | 13 de febrer de 2010   | Catalina             | CSS               |
| 384495 | 2010 CQ80              | 3 de febrer de 2000    | Kitt Peak            | Spacewatch        |
| 384496 | 2010 CE82              | 13 de febrer de 2010   | Kitt Peak            | Spacewatch        |
| 384497 | 2010 CM85              | 7 d'octubre de 2008    | Mount Lemmon         | Mt. Lemmon Survey |
| 384498 | 2010 CM91              | 14 de febrer de 2010   | Mount Lemmon         | Mt. Lemmon Survey |
| 384499 | 2010 CV93              | 14 de febrer de 2010   | Kitt Peak            | Spacewatch        |
| 384500 | 2010 CL95              | 14 de febrer de 2010   | Kitt Peak            | Spacewatch        |

## 384501-384600
| Nom    | Designació provisional | Data de descobriment   | Lloc de descobriment | Descobridor/s          |
| ------ | ---------------------- | ---------------------- | -------------------- | ---------------------- |
| 384501 | 2010 CJ108             | 14 de febrer de 2010   | Mount Lemmon         | Mt. Lemmon Survey      |
| 384502 | 2010 CF109             | 24 de setembre de 2008 | Mount Lemmon         | Mt. Lemmon Survey      |
| 384503 | 2010 CN109             | 14 de febrer de 2010   | Mount Lemmon         | Mt. Lemmon Survey      |
| 384504 | 2010 CR114             | 10 de setembre de 2004 | Kitt Peak            | Spacewatch             |
| 384505 | 2010 CY117             | 15 de febrer de 2010   | Kitt Peak            | Spacewatch             |
| 384506 | 2010 CJ120             | 15 de febrer de 2010   | Catalina             | CSS                    |
| 384507 | 2010 CL120             | 15 de febrer de 2010   | Catalina             | CSS                    |
| 384508 | 2010 CU123             | 27 de novembre de 2009 | Mount Lemmon         | Mt. Lemmon Survey      |
| 384509 | 2010 CR138             | 15 de febrer de 2010   | Mount Lemmon         | Mt. Lemmon Survey      |
| 384510 | 2010 CS139             | 15 de febrer de 2010   | Catalina             | CSS                    |
| 384511 | 2010 CU143             | 9 de febrer de 2010    | Catalina             | CSS                    |
| 384512 | 2010 CE146             | 15 de febrer de 2010   | Catalina             | CSS                    |
| 384513 | 2010 CA157             | 15 de febrer de 2010   | Mount Lemmon         | Mt. Lemmon Survey      |
| 384514 | 2010 CW158             | 15 de febrer de 2010   | Kitt Peak            | Spacewatch             |
| 384515 | 2010 CY180             | 13 de febrer de 2010   | Haleakala            | Pan-STARRS 1           |
| 384516 | 2010 CP182             | 14 de febrer de 2010   | Haleakala            | Pan-STARRS 1           |
| 384517 | 2010 CQ182             | 1 d'octubre de 2008    | Kitt Peak            | Spacewatch             |
| 384518 | 2010 CG218             | 7 de febrer de 2010    | WISE                 | WISE                   |
| 384519 | 2010 CA249             | 18 de juliol de 2007   | Mount Lemmon         | Mt. Lemmon Survey      |
| 384520 | 2010 DR1               | 17 de febrer de 2010   | Socorro              | LINEAR                 |
| 384521 | 2010 DT6               | 16 de febrer de 2010   | Kitt Peak            | Spacewatch             |
| 384522 | 2010 DE11              | 16 de febrer de 2010   | Mount Lemmon         | Mt. Lemmon Survey      |
| 384523 | 2010 DE22              | 17 de febrer de 2010   | WISE                 | WISE                   |
| 384524 | 2010 DF22              | 17 de febrer de 2010   | WISE                 | WISE                   |
| 384525 | 2010 DB36              | 8 de gener de 2010     | Kitt Peak            | Spacewatch             |
| 384526 | 2010 DC36              | 16 de febrer de 2010   | Kitt Peak            | Spacewatch             |
| 384527 | 2010 DD36              | 16 de febrer de 2010   | Kitt Peak            | Spacewatch             |
| 384528 | 2010 DV38              | 20 de desembre de 2004 | Mount Lemmon         | Mt. Lemmon Survey      |
| 384529 | 2010 DK40              | 16 de febrer de 2010   | Kitt Peak            | Spacewatch             |
| 384530 | 2010 DQ45              | 17 de febrer de 2010   | Kitt Peak            | Spacewatch             |
| 384531 | 2010 DG53              | 22 de febrer de 2010   | WISE                 | WISE                   |
| 384532 | 2010 DO54              | 1 de novembre de 2008  | Mount Lemmon         | Mt. Lemmon Survey      |
| 384533 | 2010 DT56              | 23 de febrer de 2010   | WISE                 | WISE                   |
| 384534 | 2010 DG73              | 27 de febrer de 2010   | WISE                 | WISE                   |
| 384535 | 2010 DN76              | 17 de febrer de 2010   | Kitt Peak            | Spacewatch             |
| 384536 | 2010 DE77              | 27 de setembre de 2008 | Mount Lemmon         | Mt. Lemmon Survey      |
| 384537 | 2010 DU77              | 16 de febrer de 2010   | Haleakala            | Pan-STARRS 1           |
| 384538 | 2010 EH1               | 1 de març de 2010      | WISE                 | WISE                   |
| 384539 | 2010 EA21              | 9 de març de 2010      | Taunus               | E. Schwab, R. Kling    |
| 384540 | 2010 ED33              | 26 d'octubre de 2008   | Mount Lemmon         | Mt. Lemmon Survey      |
| 384541 | 2010 EU34              | 10 de març de 2010     | La Sagra             | OAM                    |
| 384542 | 2010 EW36              | 4 de març de 2010      | Kitt Peak            | Spacewatch             |
| 384543 | 2010 EM39              | 10 de març de 2010     | La Sagra             | OAM                    |
| 384544 | 2010 ER39              | 10 de març de 2010     | La Sagra             | OAM                    |
| 384545 | 2010 EP75              | 13 de febrer de 2010   | Mount Lemmon         | Mt. Lemmon Survey      |
| 384546 | 2010 EZ78              | 12 de març de 2010     | Mount Lemmon         | Mt. Lemmon Survey      |
| 384547 | 2010 EH79              | 12 de març de 2010     | Mount Lemmon         | Mt. Lemmon Survey      |
| 384548 | 2010 EY110             | 12 de març de 2010     | Kitt Peak            | Spacewatch             |
| 384549 | 2010 EX111             | 12 de març de 2010     | Kitt Peak            | Spacewatch             |
| 384550 | 2010 ET113             | 5 de març de 2010      | Catalina             | CSS                    |
| 384551 | 2010 EP121             | 3 de novembre de 2008  | Mount Lemmon         | Mt. Lemmon Survey      |
| 384552 | 2010 EK123             | 15 de març de 2010     | Kitt Peak            | Spacewatch             |
| 384553 | 2010 ES157             | 23 de novembre de 1995 | Kitt Peak            | Spacewatch             |
| 384554 | 2010 FH6               | 16 de març de 2010     | Kitt Peak            | Spacewatch             |
| 384555 | 2010 FO11              | 18 de febrer de 2010   | Mount Lemmon         | Mt. Lemmon Survey      |
| 384556 | 2010 FK13              | 16 de març de 2010     | Purple Mountain      | PMO NEO Survey Program |
| 384557 | 2010 FL18              | 18 de novembre de 2008 | Kitt Peak            | Spacewatch             |
| 384558 | 2010 FF28              | 20 de març de 2010     | Mount Lemmon         | Mt. Lemmon Survey      |
| 384559 | 2010 FL28              | 5 de març de 2006      | Kitt Peak            | Spacewatch             |
| 384560 | 2010 FO30              | 18 de març de 2010     | Kitt Peak            | Spacewatch             |
| 384561 | 2010 FH55              | 23 de març de 2010     | Mount Lemmon         | Mt. Lemmon Survey      |
| 384562 | 2010 FM90              | 21 de març de 2010     | Kitt Peak            | Spacewatch             |
| 384563 | 2010 FN100             | 12 de març de 2010     | Mount Lemmon         | Mt. Lemmon Survey      |
| 384564 | 2010 GX96              | 4 d'abril de 2010      | Kitt Peak            | Spacewatch             |
| 384565 | 2010 GA97              | 5 d'abril de 2010      | Kitt Peak            | Spacewatch             |
| 384566 | 2010 GV99              | 4 d'abril de 2010      | Kitt Peak            | Spacewatch             |
| 384567 | 2010 GE105             | 22 de setembre de 2008 | Kitt Peak            | Spacewatch             |
| 384568 | 2010 GL105             | 7 d'abril de 2010      | Kitt Peak            | Spacewatch             |
| 384569 | 2010 GA122             | 20 de gener de 2010    | WISE                 | WISE                   |
| 384570 | 2010 GA127             | 1 de febrer de 2010    | WISE                 | WISE                   |
| 384571 | 2010 GB134             | 29 d'octubre de 2003   | Anderson Mesa        | LONEOS                 |
| 384572 | 2010 GO157             | 14 de gener de 2010    | WISE                 | WISE                   |
| 384573 | 2010 GQ171             | 15 de gener de 2005    | Kitt Peak            | Spacewatch             |
| 384574 | 2010 GJ172             | 25 de maig de 1995     | Kitt Peak            | Spacewatch             |
| 384575 | 2010 GS172             | 12 de maig de 2005     | Mount Lemmon         | Mt. Lemmon Survey      |
| 384576 | 2010 GW173             | 22 de desembre de 2000 | Kitt Peak            | Spacewatch             |
| 384577 | 2010 GX173             | 18 de febrer de 2010   | Kitt Peak            | Spacewatch             |
| 384578 | 2010 HL14              | 8 d'octubre de 2008    | Mount Lemmon         | Mt. Lemmon Survey      |
| 384579 | 2010 HO15              | 19 de novembre de 2009 | Mount Lemmon         | Mt. Lemmon Survey      |
| 384580 | 2010 HU108             | 26 d'abril de 2010     | Mount Lemmon         | Mt. Lemmon Survey      |
| 384581 | 2010 HA114             | 20 de març de 2010     | Catalina             | CSS                    |
| 384582 | 2010 JS14              | 2 de maig de 2010      | WISE                 | WISE                   |
| 384583 | 2010 JC44              | 13 de febrer de 2010   | WISE                 | WISE                   |
| 384584 | 2010 JL85              | 16 de gener de 2010    | WISE                 | WISE                   |
| 384585 | 2010 JM110             | 6 de maig de 2010      | Kitt Peak            | Spacewatch             |
| 384586 | 2010 JJ117             | 4 de maig de 2010      | Kitt Peak            | Spacewatch             |
| 384587 | 2010 JJ122             | 14 de febrer de 2010   | Mount Lemmon         | Mt. Lemmon Survey      |
| 384588 | 2010 JS151             | 9 d'abril de 2010      | Kitt Peak            | Spacewatch             |
| 384589 | 2010 JD178             | 14 de setembre de 1998 | Kitt Peak            | Spacewatch             |
| 384590 | 2010 KK32              | 19 de maig de 2010     | WISE                 | WISE                   |
| 384591 | 2010 LR14              | 3 de juny de 2010      | Kitt Peak            | Spacewatch             |
| 384592 | 2010 LX30              | 6 de juny de 2010      | WISE                 | WISE                   |
| 384593 | 2010 LV87              | 19 d'octubre de 2007   | Catalina             | CSS                    |
| 384594 | 2010 LM125             | 20 de març de 2010     | Siding Spring        | Siding Spring Survey   |
| 384595 | 2010 OV13              | 27 de gener de 2010    | WISE                 | WISE                   |
| 384596 | 2010 OL17              | 17 de juliol de 2010   | WISE                 | WISE                   |
| 384597 | 2010 OE36              | 6 de juny de 2005      | Kitt Peak            | Spacewatch             |
| 384598 | 2010 OY63              | 24 de juliol de 2010   | WISE                 | WISE                   |
| 384599 | 2010 OA64              | 30 de gener de 2010    | WISE                 | WISE                   |
| 384600 | 2010 OV97              | 28 de juliol de 2010   | WISE                 | WISE                   |

## 384601-384700
| Nom    | Designació provisional | Data de descobriment   | Lloc de descobriment | Descobridor/s        |
| ------ | ---------------------- | ---------------------- | -------------------- | -------------------- |
| 384601 | 2010 OW101             | 29 de gener de 2010    | WISE                 | WISE                 |
| 384602 | 2010 RM167             | 10 de setembre de 2010 | La Sagra             | OAM                  |
| 384603 | 2010 TM20              | 1 d'octubre de 2010    | Catalina             | CSS                  |
| 384604 | 2010 TJ177             | 19 de maig de 2004     | Socorro              | LINEAR               |
| 384605 | 2010 UC76              | 31 d'agost de 2003     | Kitt Peak            | Spacewatch           |
| 384606 | 2010 XA35              | 25 de març de 2009     | Mount Lemmon         | Mt. Lemmon Survey    |
| 384607 | 2011 AJ10              | 17 d'octubre de 2003   | Kitt Peak            | Spacewatch           |
| 384608 | 2011 AW40              | 28 de novembre de 2000 | Kitt Peak            | Spacewatch           |
| 384609 | 2011 BJ29              | 24 de novembre de 2003 | Kitt Peak            | Spacewatch           |
| 384610 | 2011 BU40              | 17 d'octubre de 2003   | Kitt Peak            | Spacewatch           |
| 384611 | 2011 BN72              | 16 de setembre de 2009 | Kitt Peak            | Spacewatch           |
| 384612 | 2011 BQ81              | 15 de novembre de 2006 | Kitt Peak            | Spacewatch           |
| 384613 | 2011 BB101             | 18 d'octubre de 2006   | Kitt Peak            | Spacewatch           |
| 384614 | 2011 BP115             | 13 de gener de 2011    | Kitt Peak            | Spacewatch           |
| 384615 | 2011 CC6               | 19 de desembre de 2003 | Socorro              | LINEAR               |
| 384616 | 2011 CH8               | 7 de març de 2008      | Kitt Peak            | Spacewatch           |
| 384617 | 2011 CG17              | 8 d'abril de 2008      | Kitt Peak            | Spacewatch           |
| 384618 | 2011 CM29              | 27 de setembre de 2006 | Catalina             | CSS                  |
| 384619 | 2011 CV73              | 3 d'abril de 2008      | Mount Lemmon         | Mt. Lemmon Survey    |
| 384620 | 2011 CJ82              | 28 de setembre de 2009 | Kitt Peak            | Spacewatch           |
| 384621 | 2011 CW87              | 18 de març de 2004     | Socorro              | LINEAR               |
| 384622 | 2011 CD90              | 22 de setembre de 2009 | Kitt Peak            | Spacewatch           |
| 384623 | 2011 CE102             | 11 de novembre de 2006 | Mount Lemmon         | Mt. Lemmon Survey    |
| 384624 | 2011 CY106             | 28 d'agost de 2006     | Kitt Peak            | Spacewatch           |
| 384625 | 2011 CJ117             | 17 de juny de 2005     | Mount Lemmon         | Mt. Lemmon Survey    |
| 384626 | 2011 CR117             | 16 de juliol de 2001   | Anderson Mesa        | LONEOS               |
| 384627 | 2011 DE                | 10 de febrer de 2007   | Mount Lemmon         | Mt. Lemmon Survey    |
| 384628 | 2011 DA4               | 14 de desembre de 2010 | Mount Lemmon         | Mt. Lemmon Survey    |
| 384629 | 2011 DJ18              | 9 de desembre de 2006  | Kitt Peak            | Spacewatch           |
| 384630 | 2011 DV18              | 26 d'abril de 2008     | Kitt Peak            | Spacewatch           |
| 384631 | 2011 DS24              | 28 de setembre de 2009 | Mount Lemmon         | Mt. Lemmon Survey    |
| 384632 | 2011 DM25              | 3 d'octubre de 2003    | Kitt Peak            | Spacewatch           |
| 384633 | 2011 DU41              | 25 de febrer de 2011   | Catalina             | CSS                  |
| 384634 | 2011 EL6               | 2 d'octubre de 2006    | Mount Lemmon         | Mt. Lemmon Survey    |
| 384635 | 2011 EP19              | 29 d'abril de 2008     | Kitt Peak            | Spacewatch           |
| 384636 | 2011 EB23              | 27 d'abril de 2000     | Kitt Peak            | Spacewatch           |
| 384637 | 2011 EZ38              | 17 de setembre de 2009 | Kitt Peak            | Spacewatch           |
| 384638 | 2011 EU40              | 10 de juny de 2004     | Socorro              | LINEAR               |
| 384639 | 2011 EY42              | 7 d'agost de 2008      | Kitt Peak            | Spacewatch           |
| 384640 | 2011 EM44              | 18 de març de 2004     | Kitt Peak            | Spacewatch           |
| 384641 | 2011 EF45              | 17 de novembre de 2006 | Mount Lemmon         | Mt. Lemmon Survey    |
| 384642 | 2011 ED52              | 17 de novembre de 2009 | Mount Lemmon         | Mt. Lemmon Survey    |
| 384643 | 2011 EU62              | 6 de març de 2010      | WISE                 | WISE                 |
| 384644 | 2011 ES69              | 13 de febrer de 2004   | Kitt Peak            | Spacewatch           |
| 384645 | 2011 EN71              | 11 de desembre de 2006 | Kitt Peak            | Spacewatch           |
| 384646 | 2011 EV76              | 9 de juliol de 2005    | Kitt Peak            | Spacewatch           |
| 384647 | 2011 EJ79              | 4 de març de 1994      | Kitt Peak            | Spacewatch           |
| 384648 | 2011 EA86              | 1 d'octubre de 2005    | Kitt Peak            | Spacewatch           |
| 384649 | 2011 FK2               | 13 de març de 2011     | Kitt Peak            | Spacewatch           |
| 384650 | 2011 FN3               | 5 de gener de 2000     | Kitt Peak            | Spacewatch           |
| 384651 | 2011 FR3               | 16 de maig de 2008     | Kitt Peak            | Spacewatch           |
| 384652 | 2011 FY6               | 15 de març de 2004     | Kitt Peak            | Spacewatch           |
| 384653 | 2011 FQ9               | 19 de desembre de 2003 | Kitt Peak            | Spacewatch           |
| 384654 | 2011 FD11              | 25 de novembre de 2006 | Kitt Peak            | Spacewatch           |
| 384655 | 2011 FG11              | 31 d'octubre de 2006   | Kitt Peak            | Spacewatch           |
| 384656 | 2011 FK13              | 9 de maig de 2004      | Kitt Peak            | Spacewatch           |
| 384657 | 2011 FQ15              | 18 d'abril de 2007     | Kitt Peak            | Spacewatch           |
| 384658 | 2011 FB16              | 23 de setembre de 2008 | Mount Lemmon         | Mt. Lemmon Survey    |
| 384659 | 2011 FN17              | 20 d'abril de 2004     | Siding Spring        | Siding Spring Survey |
| 384660 | 2011 FF18              | 8 de març de 2005      | Kitt Peak            | Spacewatch           |
| 384661 | 2011 FZ18              | 27 de març de 2011     | Mount Lemmon         | Mt. Lemmon Survey    |
| 384662 | 2011 FF23              | 24 d'octubre de 2009   | Kitt Peak            | Spacewatch           |
| 384663 | 2011 FP28              | 20 de juliol de 2004   | Siding Spring        | Siding Spring Survey |
| 384664 | 2011 FD33              | 28 de gener de 2007    | Kitt Peak            | Spacewatch           |
| 384665 | 2011 FP33              | 15 de març de 2004     | Catalina             | CSS                  |
| 384666 | 2011 FE35              | 4 de juliol de 2005    | Mount Lemmon         | Mt. Lemmon Survey    |
| 384667 | 2011 FU37              | 22 de novembre de 2009 | Mount Lemmon         | Mt. Lemmon Survey    |
| 384668 | 2011 FX48              | 15 de maig de 2004     | Socorro              | LINEAR               |
| 384669 | 2011 FL49              | 12 de desembre de 2006 | Kitt Peak            | Spacewatch           |
| 384670 | 2011 FM55              | 13 de maig de 2004     | Kitt Peak            | Spacewatch           |
| 384671 | 2011 FF61              | 23 de febrer de 2007   | Kitt Peak            | Spacewatch           |
| 384672 | 2011 FX63              | 26 de setembre de 2009 | Kitt Peak            | Spacewatch           |
| 384673 | 2011 FN70              | 19 d'abril de 2004     | Kitt Peak            | Spacewatch           |
| 384674 | 2011 FX78              | 2 de març de 2011      | Kitt Peak            | Spacewatch           |
| 384675 | 2011 FT83              | 29 de febrer de 2000   | Socorro              | LINEAR               |
| 384676 | 2011 FC86              | 1 de desembre de 2006  | Mount Lemmon         | Mt. Lemmon Survey    |
| 384677 | 2011 FT133             | 17 de setembre de 2004 | Kitt Peak            | Spacewatch           |
| 384678 | 2011 FM152             | 29 de setembre de 2005 | Kitt Peak            | Spacewatch           |
| 384679 | 2011 GR3               | 24 de novembre de 2009 | Kitt Peak            | Spacewatch           |
| 384680 | 2011 GH11              | 3 de març de 1997      | Kitt Peak            | Spacewatch           |
| 384681 | 2011 GJ30              | 13 de maig de 2004     | Kitt Peak            | Spacewatch           |
| 384682 | 2011 GX30              | 20 de novembre de 2006 | Mount Lemmon         | Mt. Lemmon Survey    |
| 384683 | 2011 GD31              | 2 de setembre de 2008  | Kitt Peak            | Spacewatch           |
| 384684 | 2011 GO32              | 26 de desembre de 2009 | Kitt Peak            | Spacewatch           |
| 384685 | 2011 GV32              | 17 de gener de 2007    | Catalina             | CSS                  |
| 384686 | 2011 GS35              | 27 de desembre de 2006 | Mount Lemmon         | Mt. Lemmon Survey    |
| 384687 | 2011 GX57              | 16 d'octubre de 2009   | Mount Lemmon         | Mt. Lemmon Survey    |
| 384688 | 2011 GF58              | 22 d'abril de 2007     | Mount Lemmon         | Mt. Lemmon Survey    |
| 384689 | 2011 GJ59              | 23 de març de 2004     | Socorro              | LINEAR               |
| 384690 | 2011 GE61              | 26 de novembre de 2009 | Mount Lemmon         | Mt. Lemmon Survey    |
| 384691 | 2011 GM74              | 28 de gener de 2006    | Mount Lemmon         | Mt. Lemmon Survey    |
| 384692 | 2011 GN74              | 23 d'octubre de 2009   | Mount Lemmon         | Mt. Lemmon Survey    |
| 384693 | 2011 GN84              | 20 d'octubre de 2005   | Mount Lemmon         | Mt. Lemmon Survey    |
| 384694 | 2011 HR1               | 26 d'octubre de 2008   | Mount Lemmon         | Mt. Lemmon Survey    |
| 384695 | 2011 HG6               | 27 de novembre de 2009 | Kitt Peak            | Spacewatch           |
| 384696 | 2011 HN6               | 4 de gener de 2006     | Catalina             | CSS                  |
| 384697 | 2011 HJ9               | 12 d'abril de 2011     | Catalina             | CSS                  |
| 384698 | 2011 HH11              | 12 de maig de 2007     | Mount Lemmon         | Mt. Lemmon Survey    |
| 384699 | 2011 HQ11              | 18 de maig de 2010     | WISE                 | WISE                 |
| 384700 | 2011 HV11              | 17 de febrer de 2007   | Kitt Peak            | Spacewatch           |

## 384701-384800
| Nom    | Designació provisional | Data de descobriment   | Lloc de descobriment | Descobridor/s        |
| ------ | ---------------------- | ---------------------- | -------------------- | -------------------- |
| 384701 | 2011 HL12              | 11 d'abril de 2011     | Mount Lemmon         | Mt. Lemmon Survey    |
| 384702 | 2011 HE27              | 27 de gener de 2000    | Kitt Peak            | Spacewatch           |
| 384703 | 2011 HP27              | 16 de març de 2004     | Kitt Peak            | Spacewatch           |
| 384704 | 2011 HW29              | 27 d'octubre de 2005   | Kitt Peak            | Spacewatch           |
| 384705 | 2011 HQ30              | 17 de gener de 2007    | Kitt Peak            | Spacewatch           |
| 384706 | 2011 HB33              | 4 de novembre de 2004  | Kitt Peak            | Spacewatch           |
| 384707 | 2011 HS33              | 29 de setembre de 2008 | Catalina             | CSS                  |
| 384708 | 2011 HK41              | 20 de desembre de 2009 | Kitt Peak            | Spacewatch           |
| 384709 | 2011 HR41              | 13 de març de 2007     | Kitt Peak            | Spacewatch           |
| 384710 | 2011 HV44              | 29 d'octubre de 2008   | Kitt Peak            | Spacewatch           |
| 384711 | 2011 HH51              | 30 d'octubre de 2008   | Catalina             | CSS                  |
| 384712 | 2011 HM51              | 22 de desembre de 2003 | Kitt Peak            | Spacewatch           |
| 384713 | 2011 HR55              | 8 de gener de 2010     | Mount Lemmon         | Mt. Lemmon Survey    |
| 384714 | 2011 HF56              | 21 de novembre de 2009 | Mount Lemmon         | Mt. Lemmon Survey    |
| 384715 | 2011 HU58              | 2 de febrer de 2006    | Mount Lemmon         | Mt. Lemmon Survey    |
| 384716 | 2011 HW58              | 21 de març de 2004     | Kitt Peak            | Spacewatch           |
| 384717 | 2011 HT70              | 4 d'abril de 2011      | Kitt Peak            | Spacewatch           |
| 384718 | 2011 HL78              | 9 de març de 2011      | Kitt Peak            | Spacewatch           |
| 384719 | 2011 HU78              | 12 d'octubre de 2004   | Anderson Mesa        | LONEOS               |
| 384720 | 2011 HC92              | 23 de novembre de 2006 | Mount Lemmon         | Mt. Lemmon Survey    |
| 384721 | 2011 HC101             | 1 d'octubre de 2005    | Mount Lemmon         | Mt. Lemmon Survey    |
| 384722 | 2011 HN102             | 4 d'octubre de 2008    | Catalina             | CSS                  |
| 384723 | 2011 JG5               | 12 d'abril de 2011     | Catalina             | CSS                  |
| 384724 | 2011 JU8               | 16 de febrer de 2010   | Mount Lemmon         | Mt. Lemmon Survey    |
| 384725 | 2011 JZ16              | 26 de març de 2003     | Kitt Peak            | Spacewatch           |
| 384726 | 2011 JC27              | 7 de gener de 2006     | Kitt Peak            | Spacewatch           |
| 384727 | 2011 JN29              | 13 de gener de 1996    | Kitt Peak            | Spacewatch           |
| 384728 | 2011 KT                | 27 de febrer de 2006   | Kitt Peak            | Spacewatch           |
| 384729 | 2011 KE2               | 29 d'octubre de 2005   | Kitt Peak            | Spacewatch           |
| 384730 | 2011 KR3               | 3 d'abril de 2010      | WISE                 | WISE                 |
| 384731 | 2011 KZ9               | 23 d'abril de 2011     | Kitt Peak            | Spacewatch           |
| 384732 | 2011 KN19              | 27 de desembre de 2006 | Mount Lemmon         | Mt. Lemmon Survey    |
| 384733 | 2011 KS26              | 4 de maig de 2011      | Siding Spring        | Siding Spring Survey |
| 384734 | 2011 KT32              | 4 de novembre de 2004  | Catalina             | CSS                  |
| 384735 | 2011 KZ32              | 21 de desembre de 2008 | Kitt Peak            | Spacewatch           |
| 384736 | 2011 KM33              | 21 de febrer de 2007   | Mount Lemmon         | Mt. Lemmon Survey    |
| 384737 | 2011 LK5               | 3 de novembre de 2008  | Mount Lemmon         | Mt. Lemmon Survey    |
| 384738 | 2011 LZ6               | 18 de novembre de 2003 | Kitt Peak            | Spacewatch           |
| 384739 | 2011 LU12              | 8 de gener de 2010     | Catalina             | CSS                  |
| 384740 | 2011 LX12              | 9 d'octubre de 1996    | Kitt Peak            | Spacewatch           |
| 384741 | 2011 LX14              | 10 de desembre de 2009 | Mount Lemmon         | Mt. Lemmon Survey    |
| 384742 | 2011 LR26              | 25 de desembre de 2005 | Kitt Peak            | Spacewatch           |
| 384743 | 2011 MY4               | 11 de març de 2007     | Catalina             | CSS                  |
| 384744 | 2011 OY23              | 2 de febrer de 2009    | Catalina             | CSS                  |
| 384745 | 2011 OE29              | 8 de juny de 2011      | Mount Lemmon         | Mt. Lemmon Survey    |
| 384746 | 2011 OH33              | 29 de maig de 2000     | Kitt Peak            | Spacewatch           |
| 384747 | 2011 OB49              | 7 de gener de 2006     | Mount Lemmon         | Mt. Lemmon Survey    |
| 384748 | 2011 ON56              | 6 de febrer de 2010    | Kitt Peak            | Spacewatch           |
| 384749 | 2011 PL4               | 16 de setembre de 2006 | Catalina             | CSS                  |
| 384750 | 2011 QK26              | 20 de setembre de 2003 | Kitt Peak            | Spacewatch           |
| 384751 | 2011 QW41              | 15 de març de 2004     | Kitt Peak            | Spacewatch           |
| 384752 | 2011 QD52              | 18 de desembre de 2004 | Mount Lemmon         | Mt. Lemmon Survey    |
| 384753 | 2011 QM54              | 6 d'abril de 2010      | Catalina             | CSS                  |
| 384754 | 2011 QD58              | 14 de novembre de 2007 | Mount Lemmon         | Mt. Lemmon Survey    |
| 384755 | 2011 QT63              | 2 de febrer de 2001    | Kitt Peak            | Spacewatch           |
| 384756 | 2011 QD75              | 10 de gener de 1997    | Kitt Peak            | Spacewatch           |
| 384757 | 2011 SR14              | 31 d'octubre de 2006   | Mount Lemmon         | Mt. Lemmon Survey    |
| 384758 | 2011 ST263             | 20 de maig de 2004     | Kitt Peak            | Spacewatch           |
| 384759 | 2011 WL90              | 1 de desembre de 1994  | Kitt Peak            | Spacewatch           |
| 384760 | 2012 FV44              | 27 de juny de 2004     | Siding Spring        | Siding Spring Survey |
| 384761 | 2012 HM43              | 31 de desembre de 2007 | Kitt Peak            | Spacewatch           |
| 384762 | 2012 HM63              | 31 de desembre de 2007 | Kitt Peak            | Spacewatch           |
| 384763 | 2012 JA28              | 5 de març de 2010      | WISE                 | WISE                 |
| 384764 | 2012 KK                | 15 de gener de 2001    | Kitt Peak            | Spacewatch           |
| 384765 | 2012 KO24              | 29 de juny de 1998     | Kitt Peak            | Spacewatch           |
| 384766 | 2012 KE42              | 13 d'octubre de 2009   | Socorro              | LINEAR               |
| 384767 | 2012 LN                | 13 de gener de 2011    | Kitt Peak            | Spacewatch           |
| 384768 | 2012 LE6               | 17 d'octubre de 2006   | Catalina             | CSS                  |
| 384769 | 2012 LT23              | 16 de desembre de 2004 | Socorro              | LINEAR               |
| 384770 | 2012 ML4               | 30 de juliol de 2008   | Mount Lemmon         | Mt. Lemmon Survey    |
| 384771 | 2012 MH16              | 12 de juliol de 2005   | Mount Lemmon         | Mt. Lemmon Survey    |
| 384772 | 2012 OE                | 28 de setembre de 2008 | Catalina             | CSS                  |
| 384773 | 2012 ON5               | 18 de gener de 2009    | Kitt Peak            | Spacewatch           |
| 384774 | 2012 PF                | 2 de desembre de 2010  | Mount Lemmon         | Mt. Lemmon Survey    |
| 384775 | 2012 PV                | 23 de novembre de 2009 | Kitt Peak            | Spacewatch           |
| 384776 | 2012 PY1               | 25 de febrer de 2006   | Kitt Peak            | Spacewatch           |
| 384777 | 2012 PT2               | 20 d'octubre de 2008   | Kitt Peak            | Spacewatch           |
| 384778 | 2012 PM10              | 2 de febrer de 2006    | Kitt Peak            | Spacewatch           |
| 384779 | 2012 PP10              | 20 de setembre de 2003 | Kitt Peak            | Spacewatch           |
| 384780 | 2012 PC12              | 14 d'octubre de 2007   | Catalina             | CSS                  |
| 384781 | 2012 PY13              | 23 de setembre de 2008 | Mount Lemmon         | Mt. Lemmon Survey    |
| 384782 | 2012 PN21              | 22 de desembre de 2003 | Kitt Peak            | Spacewatch           |
| 384783 | 2012 PE23              | 18 de setembre de 2003 | Kitt Peak            | Spacewatch           |
| 384784 | 2012 PL26              | 6 de desembre de 1996  | Kitt Peak            | Spacewatch           |
| 384785 | 2012 PG31              | 28 de novembre de 2005 | Kitt Peak            | Spacewatch           |
| 384786 | 2012 PB35              | 29 de setembre de 2005 | Kitt Peak            | Spacewatch           |
| 384787 | 2012 PG37              | 15 de març de 2007     | Kitt Peak            | Spacewatch           |
| 384788 | 2012 PH37              | 25 de novembre de 2005 | Kitt Peak            | Spacewatch           |
| 384789 | 2012 PU43              | 21 de setembre de 2007 | Kitt Peak            | Spacewatch           |
| 384790 | 2012 PY43              | 18 de setembre de 2003 | Kitt Peak            | Spacewatch           |
| 384791 | 2012 QV13              | 26 de maig de 2006     | Mount Lemmon         | Mt. Lemmon Survey    |
| 384792 | 2012 QK15              | 8 d'octubre de 1993    | Kitt Peak            | Spacewatch           |
| 384793 | 2012 QD20              | 17 de febrer de 2004   | Kitt Peak            | Spacewatch           |
| 384794 | 2012 QD21              | 15 de novembre de 2007 | Mount Lemmon         | Mt. Lemmon Survey    |
| 384795 | 2012 QK24              | 15 de febrer de 2010   | Kitt Peak            | Spacewatch           |
| 384796 | 2012 QT25              | 27 de setembre de 2003 | Kitt Peak            | Spacewatch           |
| 384797 | 2012 QA26              | 4 de març de 2005      | Mount Lemmon         | Mt. Lemmon Survey    |
| 384798 | 2012 QQ27              | 20 de setembre de 2001 | Socorro              | LINEAR               |
| 384799 | 2012 QO28              | 12 de setembre de 2007 | Mount Lemmon         | Mt. Lemmon Survey    |
| 384800 | 2012 QV28              | 10 de febrer de 1996   | Kitt Peak            | Spacewatch           |

## 384801-384900
| Nom              | Designació provisional | Data de descobriment   | Lloc de descobriment | Descobridor/s        |
| ---------------- | ---------------------- | ---------------------- | -------------------- | -------------------- |
| 384801           | 2012 QJ30              | 3 d'octubre de 2003    | Kitt Peak            | Spacewatch           |
| 384802           | 2012 QN33              | 11 de març de 2011     | Mount Lemmon         | Mt. Lemmon Survey    |
| 384803           | 2012 QT33              | 20 de març de 2004     | Socorro              | LINEAR               |
| 384804           | 2012 QL34              | 23 d'octubre de 2008   | Kitt Peak            | Spacewatch           |
| 384805           | 2012 QU34              | 1 de desembre de 2003  | Kitt Peak            | Spacewatch           |
| 384806           | 2012 QD36              | 27 de gener de 2004    | Kitt Peak            | Spacewatch           |
| 384807           | 2012 QL36              | 30 de setembre de 2008 | Catalina             | CSS                  |
| 384808           | 2012 QX36              | 7 de gener de 2006     | Mount Lemmon         | Mt. Lemmon Survey    |
| 384809           | 2012 QA41              | 10 de maig de 2007     | Mount Lemmon         | Mt. Lemmon Survey    |
| 384810           | 2012 QW41              | 16 d'octubre de 2003   | Anderson Mesa        | LONEOS               |
| 384811           | 2012 QQ44              | 20 de juny de 1998     | Kitt Peak            | Spacewatch           |
| 384812           | 2012 QN50              | 19 de novembre de 2008 | Kitt Peak            | Spacewatch           |
| 384813           | 2012 QD51              | 14 d'octubre de 1999   | Socorro              | LINEAR               |
| 384814           | 2012 RX1               | 27 d'agost de 1998     | Kitt Peak            | Spacewatch           |
| 384815 Żołnowski | 2012 RC3               | 24 de novembre de 2008 | Catalina             | CSS                  |
| 384816           | 2012 RW3               | 2 de març de 2006      | Kitt Peak            | Spacewatch           |
| 384817           | 2012 RD5               | 18 de setembre de 1995 | Kitt Peak            | Spacewatch           |
| 384818           | 2012 RE5               | 27 d'agost de 2001     | Anderson Mesa        | LONEOS               |
| 384819           | 2012 RE7               | 25 de setembre de 2007 | Mount Lemmon         | Mt. Lemmon Survey    |
| 384820           | 2012 RR12              | 30 d'octubre de 2008   | Kitt Peak            | Spacewatch           |
| 384821           | 2012 RT12              | 4 de febrer de 2006    | Mount Lemmon         | Mt. Lemmon Survey    |
| 384822           | 2012 RJ13              | 15 de gener de 2008    | Mount Lemmon         | Mt. Lemmon Survey    |
| 384823           | 2012 RO18              | 25 de febrer de 2006   | Kitt Peak            | Spacewatch           |
| 384824           | 2012 RA21              | 24 d'abril de 2000     | Kitt Peak            | Spacewatch           |
| 384825           | 2012 RP22              | 5 de novembre de 2007  | Kitt Peak            | Spacewatch           |
| 384826           | 2012 RM23              | 2 de setembre de 1995  | Kitt Peak            | Spacewatch           |
| 384827           | 2012 RV25              | 16 de desembre de 2006 | Mount Lemmon         | Mt. Lemmon Survey    |
| 384828           | 2012 RQ26              | 2 d'abril de 2006      | Kitt Peak            | Spacewatch           |
| 384829           | 2012 RK28              | 21 de setembre de 2004 | Anderson Mesa        | LONEOS               |
| 384830           | 2012 RX28              | 29 d'octubre de 2008   | Kitt Peak            | Spacewatch           |
| 384831           | 2012 RR30              | 5 de setembre de 2007  | Catalina             | CSS                  |
| 384832           | 2012 RD31              | 18 de novembre de 2003 | Kitt Peak            | Spacewatch           |
| 384833           | 2012 RW35              | 23 de setembre de 2008 | Kitt Peak            | Spacewatch           |
| 384834           | 2012 RR38              | 14 de setembre de 2012 | Mount Lemmon         | Mt. Lemmon Survey    |
| 384835           | 2012 RG40              | 1 de juny de 2008      | Mount Lemmon         | Mt. Lemmon Survey    |
| 384836           | 2012 RA42              | 20 de novembre de 2003 | Socorro              | LINEAR               |
| 384837           | 2012 SA                | 12 d'octubre de 1999   | Socorro              | LINEAR               |
| 384838           | 2012 SG                | 4 de març de 2005      | Mount Lemmon         | Mt. Lemmon Survey    |
| 384839           | 2012 SB1               | 9 de setembre de 2004  | Kitt Peak            | Spacewatch           |
| 384840           | 2012 SD2               | 29 d'agost de 2005     | Kitt Peak            | Spacewatch           |
| 384841           | 2012 SN4               | 27 de febrer de 2006   | Kitt Peak            | Spacewatch           |
| 384842           | 2012 SD5               | 29 d'agost de 2006     | Kitt Peak            | Spacewatch           |
| 384843           | 2012 SG5               | 28 d'agost de 2006     | Anderson Mesa        | LONEOS               |
| 384844           | 2012 SV5               | 3 de setembre de 2007  | Catalina             | CSS                  |
| 384845           | 2012 ST7               | 20 de setembre de 1995 | Kitt Peak            | Spacewatch           |
| 384846           | 2012 SG9               | 20 de setembre de 2003 | Kitt Peak            | Spacewatch           |
| 384847           | 2012 SK10              | 10 de gener de 2007    | Mount Lemmon         | Mt. Lemmon Survey    |
| 384848           | 2012 SB11              | 19 de juliol de 2007   | Mount Lemmon         | Mt. Lemmon Survey    |
| 384849           | 2012 SO14              | 15 de gener de 2010    | Catalina             | CSS                  |
| 384850           | 2012 SR14              | 18 de setembre de 2007 | Mount Lemmon         | Mt. Lemmon Survey    |
| 384851           | 2012 SW15              | 1 d'octubre de 2003    | Kitt Peak            | Spacewatch           |
| 384852           | 2012 SU17              | 22 de desembre de 2003 | Kitt Peak            | Spacewatch           |
| 384853           | 2012 SA19              | 24 de març de 1998     | Socorro              | LINEAR               |
| 384854           | 2012 SB19              | 25 de setembre de 2007 | Mount Lemmon         | Mt. Lemmon Survey    |
| 384855           | 2012 SN21              | 14 de febrer de 2010   | Mount Lemmon         | Mt. Lemmon Survey    |
| 384856           | 2012 SX22              | 20 d'octubre de 2008   | Kitt Peak            | Spacewatch           |
| 384857           | 2012 ST24              | 15 de setembre de 2004 | Kitt Peak            | Spacewatch           |
| 384858           | 2012 ST27              | 22 d'octubre de 2003   | Kitt Peak            | Spacewatch           |
| 384859           | 2012 SD28              | 20 d'octubre de 1995   | Kitt Peak            | Spacewatch           |
| 384860           | 2012 SN28              | 27 de gener de 2007    | Kitt Peak            | Spacewatch           |
| 384861           | 2012 SP28              | 1 d'octubre de 2003    | Kitt Peak            | Spacewatch           |
| 384862           | 2012 SL29              | 17 de març de 2004     | Kitt Peak            | Spacewatch           |
| 384863           | 2012 SP29              | 9 de febrer de 2005    | Mount Lemmon         | Mt. Lemmon Survey    |
| 384864           | 2012 SR30              | 9 d'octubre de 2007    | Catalina             | CSS                  |
| 384865           | 2012 SR31              | 18 de novembre de 2003 | Kitt Peak            | Spacewatch           |
| 384866           | 2012 SM33              | 5 de setembre de 2008  | Kitt Peak            | Spacewatch           |
| 384867           | 2012 SE34              | 20 d'octubre de 2003   | Kitt Peak            | Spacewatch           |
| 384868           | 2012 SO34              | 25 d'octubre de 2001   | Kitt Peak            | Spacewatch           |
| 384869           | 2012 SY37              | 10 de setembre de 2007 | Mount Lemmon         | Mt. Lemmon Survey    |
| 384870           | 2012 SW40              | 9 de febrer de 2007    | Kitt Peak            | Spacewatch           |
| 384871           | 2012 SA41              | 30 de gener de 2006    | Catalina             | CSS                  |
| 384872           | 2012 SN42              | 17 d'octubre de 2003   | Kitt Peak            | Spacewatch           |
| 384873           | 2012 SP42              | 20 d'octubre de 2008   | Kitt Peak            | Spacewatch           |
| 384874           | 2012 SW42              | 19 de setembre de 2003 | Kitt Peak            | Spacewatch           |
| 384875           | 2012 SE45              | 25 d'octubre de 2008   | Catalina             | CSS                  |
| 384876           | 2012 SO46              | 25 de febrer de 2006   | Mount Lemmon         | Mt. Lemmon Survey    |
| 384877           | 2012 SH47              | 16 d'octubre de 2007   | Catalina             | CSS                  |
| 384878           | 2012 SK49              | 20 de setembre de 2001 | Kitt Peak            | Spacewatch           |
| 384879           | 2012 ST59              | 3 d'octubre de 2003    | Kitt Peak            | Spacewatch           |
| 384880           | 2012 SG60              | 28 de juliol de 2008   | Siding Spring        | Siding Spring Survey |
| 384881           | 2012 SL60              | 25 d'octubre de 2008   | Kitt Peak            | Spacewatch           |
| 384882           | 2012 SP60              | 7 de novembre de 2008  | Mount Lemmon         | Mt. Lemmon Survey    |
| 384883           | 2012 SZ64              | 10 de setembre de 2007 | Kitt Peak            | Spacewatch           |
| 384884           | 2012 SY65              | 21 de setembre de 2008 | Kitt Peak            | Spacewatch           |
| 384885           | 2012 SC66              | 30 d'agost de 2008     | Socorro              | LINEAR               |
| 384886           | 2012 TN3               | 1 d'octubre de 1997    | Kitt Peak            | Spacewatch           |
| 384887           | 2012 TG6               | 3 de novembre de 2007  | Kitt Peak            | Spacewatch           |
| 384888           | 2012 TT8               | 22 d'octubre de 2003   | Kitt Peak            | Spacewatch           |
| 384889           | 2012 TB9               | 25 de març de 2006     | Kitt Peak            | Spacewatch           |
| 384890           | 2012 TL10              | 14 de juliol de 1999   | Socorro              | LINEAR               |
| 384891           | 2012 TJ16              | 13 de març de 2005     | Kitt Peak            | Spacewatch           |
| 384892           | 2012 TE18              | 20 d'octubre de 2007   | Mount Lemmon         | Mt. Lemmon Survey    |
| 384893           | 2012 TQ18              | 20 de setembre de 2001 | Socorro              | LINEAR               |
| 384894           | 2012 TL21              | 20 de novembre de 2003 | Kitt Peak            | Spacewatch           |
| 384895           | 2012 TT26              | 29 d'agost de 2006     | Kitt Peak            | Spacewatch           |
| 384896           | 2012 TT27              | 3 de març de 1997      | Kitt Peak            | Spacewatch           |
| 384897           | 2012 TR28              | 20 de febrer de 2001   | Kitt Peak            | Spacewatch           |
| 384898           | 2012 TR29              | 27 d'octubre de 2008   | Mount Lemmon         | Mt. Lemmon Survey    |
| 384899           | 2012 TN31              | 1 de desembre de 2003  | Kitt Peak            | Spacewatch           |
| 384900           | 2012 TO31              | 30 de setembre de 2003 | Kitt Peak            | Spacewatch           |

## 384901-385000
| Nom    | Designació provisional | Data de descobriment   | Lloc de descobriment | Descobridor/s        |
| ------ | ---------------------- | ---------------------- | -------------------- | -------------------- |
| 384901 | 2012 TV31              | 22 d'octubre de 2003   | Kitt Peak            | Spacewatch           |
| 384902 | 2012 TS32              | 27 de juny de 2004     | Siding Spring        | Siding Spring Survey |
| 384903 | 2012 TZ32              | 19 de setembre de 1995 | Kitt Peak            | Spacewatch           |
| 384904 | 2012 TJ34              | 9 de novembre de 2004  | Catalina             | CSS                  |
| 384905 | 2012 TF37              | 27 de setembre de 2008 | Mount Lemmon         | Mt. Lemmon Survey    |
| 384906 | 2012 TL38              | 7 de febrer de 2006    | Mount Lemmon         | Mt. Lemmon Survey    |
| 384907 | 2012 TO39              | 24 de setembre de 2008 | Mount Lemmon         | Mt. Lemmon Survey    |
| 384908 | 2012 TV39              | 20 d'octubre de 2008   | Kitt Peak            | Spacewatch           |
| 384909 | 2012 TY39              | 29 de desembre de 2008 | Mount Lemmon         | Mt. Lemmon Survey    |
| 384910 | 2012 TC44              | 18 de desembre de 2004 | Mount Lemmon         | Mt. Lemmon Survey    |
| 384911 | 2012 TM51              | 9 d'octubre de 2007    | Kitt Peak            | Spacewatch           |
| 384912 | 2012 TJ54              | 10 de novembre de 2001 | Socorro              | LINEAR               |
| 384913 | 2012 TP55              | 8 d'abril de 2006      | Kitt Peak            | Spacewatch           |
| 384914 | 2012 TQ57              | 21 de novembre de 2008 | Mount Lemmon         | Mt. Lemmon Survey    |
| 384915 | 2012 TU59              | 25 de març de 2006     | Kitt Peak            | Spacewatch           |
| 384916 | 2012 TW59              | 13 d'octubre de 2007   | Kitt Peak            | Spacewatch           |
| 384917 | 2012 TZ65              | 1 de novembre de 2007  | Catalina             | CSS                  |
| 384918 | 2012 TE66              | 6 de novembre de 2007  | Kitt Peak            | Spacewatch           |
| 384919 | 2012 TV71              | 1 d'abril de 2005      | Kitt Peak            | Spacewatch           |
| 384920 | 2012 TW71              | 12 d'octubre de 2007   | Mount Lemmon         | Mt. Lemmon Survey    |
| 384921 | 2012 TN73              | 24 d'octubre de 2003   | Kitt Peak            | Spacewatch           |
| 384922 | 2012 TT76              | 2 de novembre de 2007  | Kitt Peak            | Spacewatch           |
| 384923 | 2012 TX82              | 16 de novembre de 2001 | Kitt Peak            | Spacewatch           |
| 384924 | 2012 TR84              | 15 de gener de 2005    | Kitt Peak            | Spacewatch           |
| 384925 | 2012 TY85              | 14 de desembre de 2001 | Socorro              | LINEAR               |
| 384926 | 2012 TL87              | 11 d'abril de 2005     | Mount Lemmon         | Mt. Lemmon Survey    |
| 384927 | 2012 TG88              | 7 d'octubre de 2007    | Mount Lemmon         | Mt. Lemmon Survey    |
| 384928 | 2012 TN88              | 23 de març de 2004     | Kitt Peak            | Spacewatch           |
| 384929 | 2012 TR89              | 29 d'agost de 2006     | Catalina             | CSS                  |
| 384930 | 2012 TW89              | 14 de febrer de 2005   | Kitt Peak            | Spacewatch           |
| 384931 | 2012 TW90              | 14 de març de 2005     | Mount Lemmon         | Mt. Lemmon Survey    |
| 384932 | 2012 TF91              | 17 de març de 2007     | Kitt Peak            | Spacewatch           |
| 384933 | 2012 TC92              | 19 de novembre de 2003 | Kitt Peak            | Spacewatch           |
| 384934 | 2012 TL94              | 18 de setembre de 2007 | Kitt Peak            | Spacewatch           |
| 384935 | 2012 TD98              | 22 de setembre de 2003 | Kitt Peak            | Spacewatch           |
| 384936 | 2012 TV101             | 17 de març de 2005     | Mount Lemmon         | Mt. Lemmon Survey    |
| 384937 | 2012 TG102             | 13 de setembre de 2007 | Kitt Peak            | Spacewatch           |
| 384938 | 2012 TV102             | 21 d'octubre de 2007   | Kitt Peak            | Spacewatch           |
| 384939 | 2012 TG106             | 5 d'octubre de 2004    | Kitt Peak            | Spacewatch           |
| 384940 | 2012 TO106             | 16 de setembre de 2006 | Kitt Peak            | Spacewatch           |
| 384941 | 2012 TR113             | 2 de novembre de 2007  | Kitt Peak            | Spacewatch           |
| 384942 | 2012 TY118             | 25 d'octubre de 2008   | Kitt Peak            | Spacewatch           |
| 384943 | 2012 TA119             | 17 d'octubre de 2003   | Kitt Peak            | Spacewatch           |
| 384944 | 2012 TQ123             | 11 de setembre de 2004 | Kitt Peak            | Spacewatch           |
| 384945 | 2012 TA125             | 10 d'abril de 2005     | Mount Lemmon         | Mt. Lemmon Survey    |
| 384946 | 2012 TN126             | 24 d'octubre de 2003   | Kitt Peak            | Spacewatch           |
| 384947 | 2012 TA127             | 30 de gener de 2006    | Kitt Peak            | Spacewatch           |
| 384948 | 2012 TU127             | 6 de novembre de 2007  | Kitt Peak            | Spacewatch           |
| 384949 | 2012 TM128             | 1 de gener de 2008     | Mount Lemmon         | Mt. Lemmon Survey    |
| 384950 | 2012 TE129             | 15 de desembre de 2001 | Socorro              | LINEAR               |
| 384951 | 2012 TO130             | 17 d'octubre de 2003   | Kitt Peak            | Spacewatch           |
| 384952 | 2012 TY130             | 26 d'agost de 2001     | Kitt Peak            | Spacewatch           |
| 384953 | 2012 TG133             | 12 de març de 2007     | Kitt Peak            | Spacewatch           |
| 384954 | 2012 TQ133             | 18 de novembre de 2008 | Kitt Peak            | Spacewatch           |
| 384955 | 2012 TZ134             | 3 de juny de 2011      | Mount Lemmon         | Mt. Lemmon Survey    |
| 384956 | 2012 TY136             | 16 de juliol de 1998   | Kitt Peak            | Spacewatch           |
| 384957 | 2012 TM144             | 7 de setembre de 2007  | Socorro              | LINEAR               |
| 384958 | 2012 TM146             | 12 de setembre de 2007 | Mount Lemmon         | Mt. Lemmon Survey    |
| 384959 | 2012 TU148             | 25 de setembre de 2007 | Mount Lemmon         | Mt. Lemmon Survey    |
| 384960 | 2012 TJ149             | 18 de desembre de 2001 | Kitt Peak            | Spacewatch           |
| 384961 | 2012 TA151             | 23 de gener de 2010    | WISE                 | WISE                 |
| 384962 | 2012 TT151             | 24 de setembre de 2006 | Kitt Peak            | Spacewatch           |
| 384963 | 2012 TH153             | 2 d'octubre de 2003    | Kitt Peak            | Spacewatch           |
| 384964 | 2012 TB154             | 10 d'octubre de 2007   | Kitt Peak            | Spacewatch           |
| 384965 | 2012 TE154             | 2 de març de 2006      | Kitt Peak            | Spacewatch           |
| 384966 | 2012 TQ154             | 7 d'octubre de 2004    | Kitt Peak            | Spacewatch           |
| 384967 | 2012 TF155             | 14 de març de 2004     | Kitt Peak            | Spacewatch           |
| 384968 | 2012 TH155             | 30 d'octubre de 2007   | Mount Lemmon         | Mt. Lemmon Survey    |
| 384969 | 2012 TS156             | 4 de maig de 2006      | Kitt Peak            | Spacewatch           |
| 384970 | 2012 TS157             | 11 de setembre de 2007 | Kitt Peak            | Spacewatch           |
| 384971 | 2012 TK159             | 13 de setembre de 2007 | Mount Lemmon         | Mt. Lemmon Survey    |
| 384972 | 2012 TN161             | 29 d'octubre de 2003   | Kitt Peak            | Spacewatch           |
| 384973 | 2012 TL162             | 14 de març de 2004     | Kitt Peak            | Spacewatch           |
| 384974 | 2012 TE163             | 12 de març de 2010     | Mount Lemmon         | Mt. Lemmon Survey    |
| 384975 | 2012 TU167             | 19 de gener de 1996    | Kitt Peak            | Spacewatch           |
| 384976 | 2012 TA169             | 14 de març de 1999     | Kitt Peak            | Spacewatch           |
| 384977 | 2012 TH169             | 28 de novembre de 1994 | Kitt Peak            | Spacewatch           |
| 384978 | 2012 TK173             | 13 de setembre de 2007 | Mount Lemmon         | Mt. Lemmon Survey    |
| 384979 | 2012 TZ173             | 9 de febrer de 2005    | Mount Lemmon         | Mt. Lemmon Survey    |
| 384980 | 2012 TD174             | 3 de març de 2000      | Kitt Peak            | Spacewatch           |
| 384981 | 2012 TZ178             | 3 de desembre de 2008  | Kitt Peak            | Spacewatch           |
| 384982 | 2012 TR182             | 22 d'octubre de 2003   | Kitt Peak            | Spacewatch           |
| 384983 | 2012 TT185             | 2 de març de 2009      | Catalina             | CSS                  |
| 384984 | 2012 TC188             | 18 de novembre de 2007 | Kitt Peak            | Spacewatch           |
| 384985 | 2012 TE188             | 26 de maig de 2006     | Mount Lemmon         | Mt. Lemmon Survey    |
| 384986 | 2012 TM188             | 8 d'abril de 2006      | Kitt Peak            | Spacewatch           |
| 384987 | 2012 TO188             | 29 d'agost de 2006     | Anderson Mesa        | LONEOS               |
| 384988 | 2012 TU189             | 23 d'agost de 2007     | Kitt Peak            | Spacewatch           |
| 384989 | 2012 TE190             | 20 de novembre de 2001 | Socorro              | LINEAR               |
| 384990 | 2012 TH191             | 16 de gener de 2010    | WISE                 | WISE                 |
| 384991 | 2012 TE193             | 3 de març de 2009      | Catalina             | CSS                  |
| 384992 | 2012 TG195             | 15 de març de 2004     | Kitt Peak            | Spacewatch           |
| 384993 | 2012 TS205             | 14 d'octubre de 2007   | Mount Lemmon         | Mt. Lemmon Survey    |
| 384994 | 2012 TO207             | 20 d'octubre de 2006   | Kitt Peak            | Spacewatch           |
| 384995 | 2012 TK208             | 30 de desembre de 2008 | Mount Lemmon         | Mt. Lemmon Survey    |
| 384996 | 2012 TW213             | 27 de gener de 2000    | Kitt Peak            | Spacewatch           |
| 384997 | 2012 TG218             | 1 d'abril de 2003      | Socorro              | LINEAR               |
| 384998 | 2012 TJ219             | 17 de setembre de 2012 | Kitt Peak            | Spacewatch           |
| 384999 | 2012 TT222             | 6 de novembre de 2007  | Kitt Peak            | Spacewatch           |
| 385000 | 2012 TW227             | 10 de juny de 2007     | Kitt Peak            | Spacewatch           |